# プリアモスの財宝

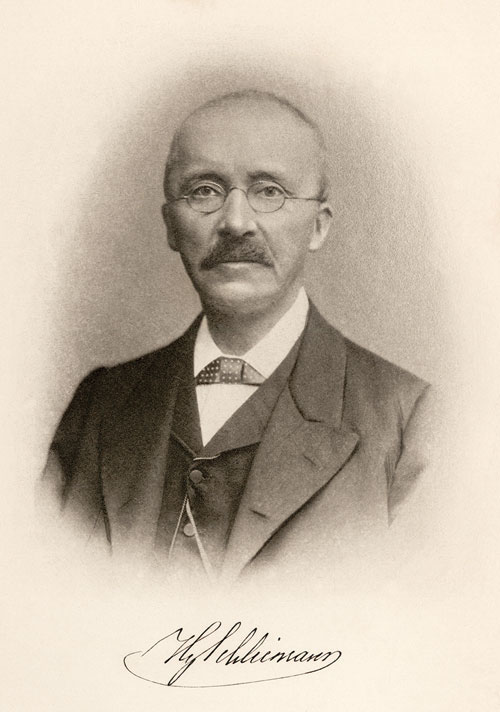
ハインリヒ・シュリーマン。

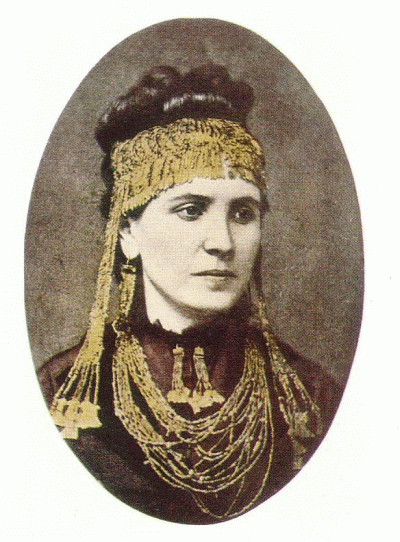
プリアモスの財宝の1つ「ヘレネの装身具」を身につけたシュリーマンの第2の妻ソフィア・シュリーマン。1874年頃撮影。

プリアモスの財宝（英: Priam's Treasure）は、アマチュアの考古学者ハインリヒ・シュリーマンが古代トロイアの遺跡から発見した黄金の装飾品およびその他の工芸品からなる遺物である。
シュリーマンはトロイア遺跡から持ち帰った多数の出土品のうち約8,000の遺物を神話的なプリアモス王の時代のものと考えたが、現在では年代的に誤りであると考えられている。シュリーマンは1881年にこの財宝をドイツ帝国に寄付したが、その中の特に重要な部分が第二次世界大戦の終わりにソ連によってベルリンから持ち去られた。現在はその半数以上がモスクワのプーシキン美術館に所蔵されており、ベルリンではオリジナルの複製が展示されている。

## 発見
プリアモスの財宝は1873年5月31日にハインリヒ・シュリーマンによって発見された。シュリーマンはオスマン帝国（現代のトルコ）のチャナッカレの南20キロの地点にあるヒッサリクの丘をホメロスの叙事詩『イリアス』で歌われているトロイア王国があった場所と確信しており、その歴史的な痕跡を求めて、プリアモス王が統治しトロイアが陥落したと想定される年代に達するまで、地層のすべてをためらうことなく掘り返した。1873年4月に彼が発見したのは、火災によって破壊された都市の遺跡であり、その年代は紀元前2450年頃に相当する。シュリーマンは、2つの大きな扉、石の手すり、彼がプリアモスの宮殿として特定した建物の遺跡につながる2つの溝を発掘した。

数週間後の5月31日、シュリーマンは大都市の門の近くの壁に沿っていくつかの調査を行った後、約8.5メートルの深さで割れた銅製品を発見した。この発見に強く心を動かされたシュリーマンは崩落の危険を無視して掘り続け、さらにその下から大量の金の財宝を発見した。
その後、シュリーマンは発見した物を建設小屋に持ち帰り、それらを安全に保管し、分類した。出土品には互いに絡み合ったり、入れ子になっているものがあった。それらの中には、盾、平らな大釜、銅の短剣と槍の先、水差し、3つの銀の花瓶とナイフの刃、フラスコ、ゴブレット、2つの小さな金の鍋があった。最も大きな銀の花瓶には、2つのティアラ、細いヘッドバンド、4つのペンダント、6つのブレスレット、56個のイヤリング、8,750個の小さなボタンと指輪を含む金の装飾品が入っていた。
このシュリーマンの発見は多くの疑惑が指摘されている。シュリーマンに虚言癖があったことは明らかで、プリアモスの財宝の発見場所や発見した日といった重要な証言であっても、報告の草稿、単行本、図面で異なっている。たとえば発見場所は宮殿の一室、市壁、市壁の外と異なっている。またシュリーマンは発見の際に妻ソフィアが財宝を運び出す役目を担ったと報告しているが、実際にはソフィアはアテネにいたことが分かっている。遺物の写真には2年前の出土品が含まれているだけでなく、他所で入手した遺物あるいは贋作を混ぜて出土品を水増した可能性も指摘されている。

## 来歴

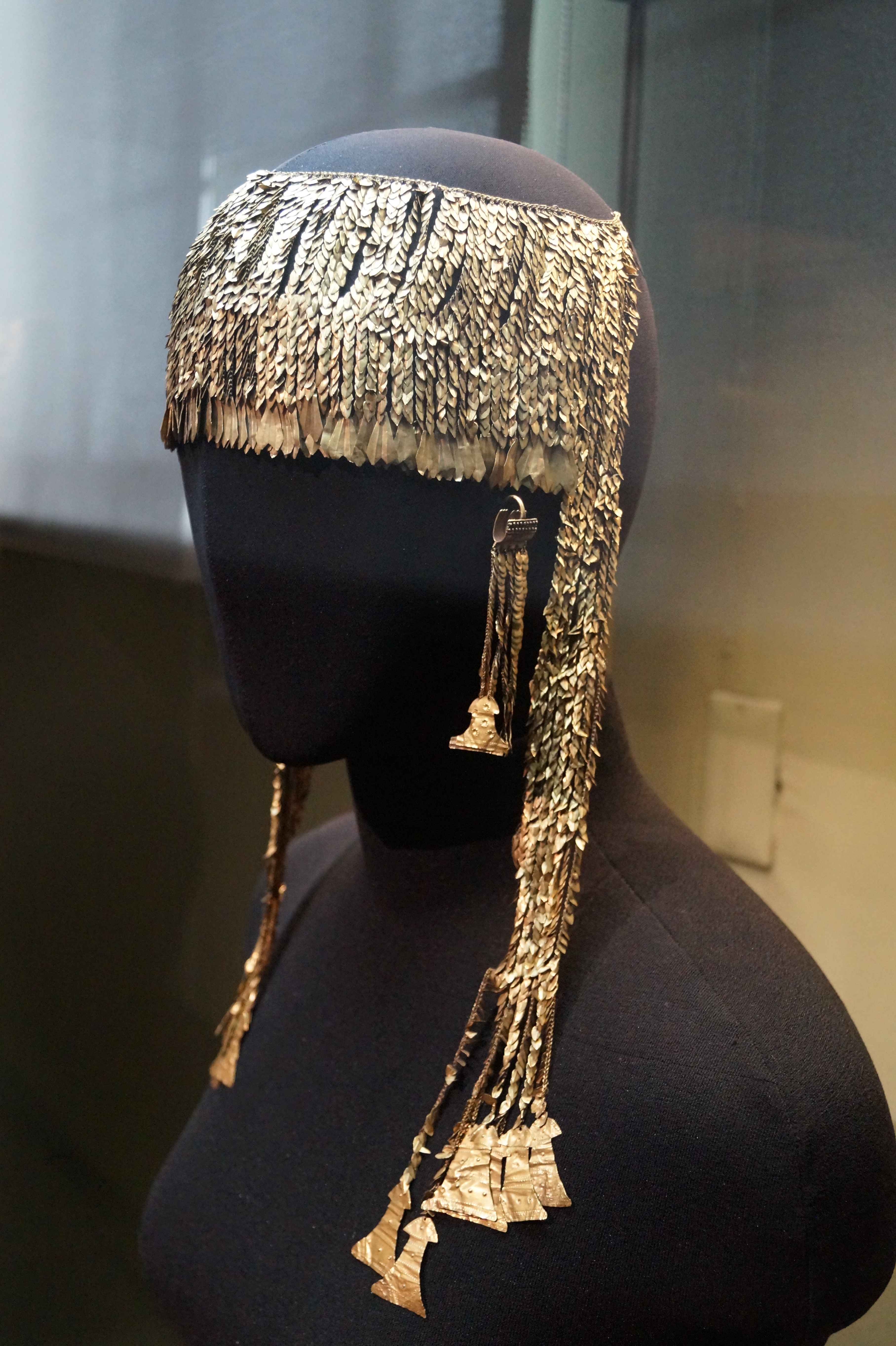
「大きなダイアデム」。プーシキン美術館所蔵。

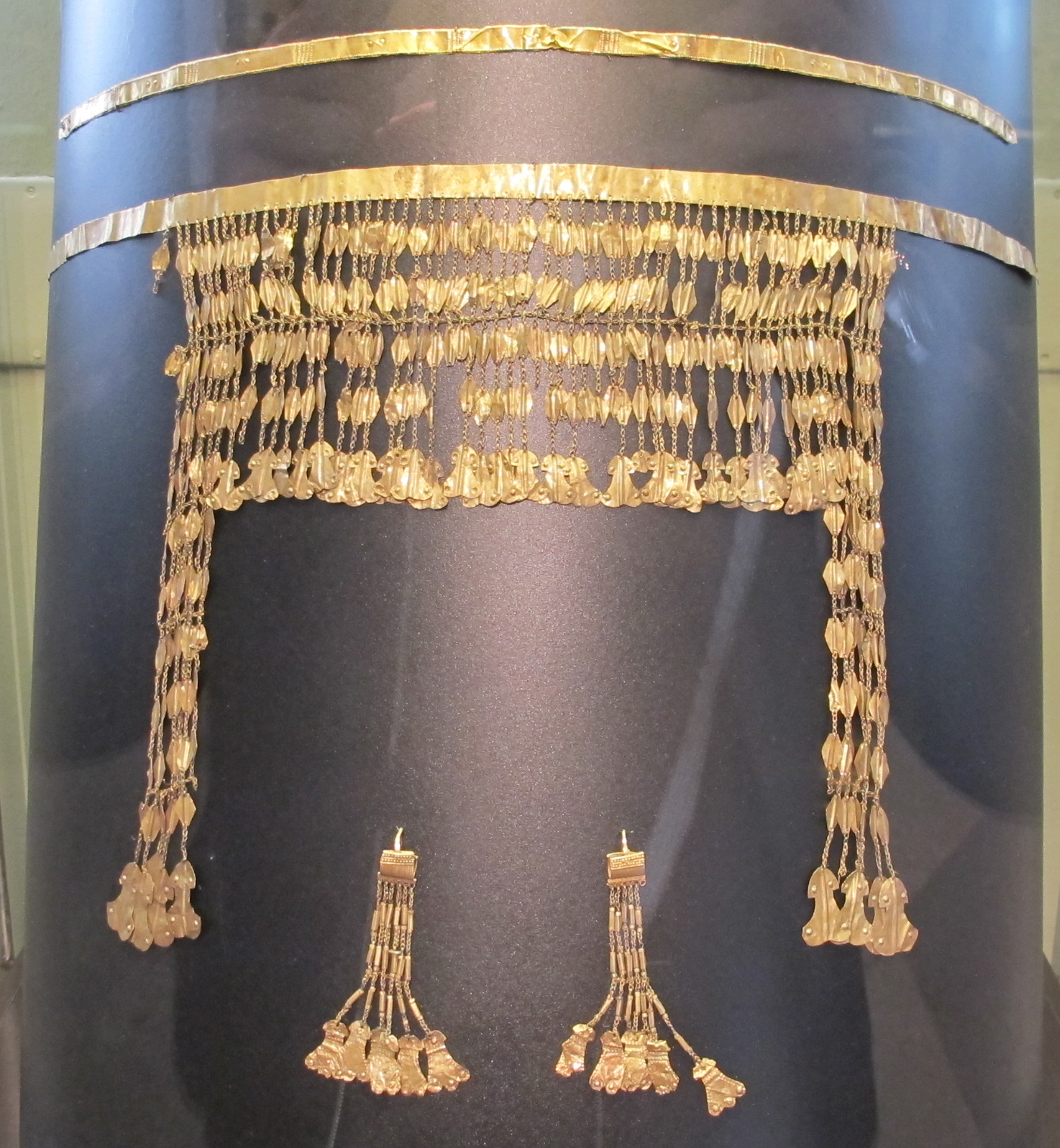
「小きなダイアデム」。プーシキン美術館所蔵。

### ドイツへの輸送
シュリーマンはオスマン帝国当局から発掘の許可をもらう必要があったが、押収とそれに続く出土品の分割を恐れた彼は、発見について当局に何も報告しなかった。1873年6月17日、シュリーマンは密かにギリシャの国境に出土品を運び、アテネに向かった。そこからヨーロッパで最も有名な学会に特派を送り、自身の発見を知らせた。これに対して大宰相府は密輸したとしてシュリーマンをギリシャの裁判所で訴えた。1年の裁判が終わり、シュリーマンは賠償として10,000金フランを支払うよう命じられた。彼はコンスタンティノープルの帝国博物館に50,000金フランを自発的に寄付することを決め、あまり重要ではない財宝の一部を返還した。
シュリーマンはプリアモスの財宝および将来的な考古学的発見を収蔵するために、アテネに新しい博物館を自費で設立しようと考えたが、オリンピアとミケーネの遺跡の1873年の広範な発掘権についてギリシャ政府と共通の見解を得られなかったため、最終的にコレクションの受け入れをルーヴル美術館に打診した。しかしフランス当局はその申し出を断った。
シュリーマンは財宝をエルミタージュ美術館に売却することに失敗したのち、1877年から1880年にかけてロンドン、サウス・ケンジントンのヴィクトリア&アルバート博物館で展示すると、彼の発見は長年にわたってイギリスの研究者と一般大衆の興味をかき立てた。その後シュリーマンは、1879年の発掘遠征に参加した友人のルドルフ・ルートヴィヒ・カール・フィルヒョウの提案で、1881年に帝国の首都で途切れることなく永遠に財宝を所有できるようにドイツ国民に寄付した。シュリーマン自身はベルリン人類学・民族学・先史学協会の会員になり、ベルリンの名誉市民になった。皇帝ヴィルヘルム1世は手紙で個人的に感謝の意を表し、プリアモスの財宝がベルリン国立民族学博物館で永久に展示されることを保証した。
1880年12月、シュリーマンはプリアモスの財宝の展示用パネルをヴィクトリア&アルバート博物館の展示ケースから解体し、ベルリンに輸送してもらった。1881年に彼らは開館して間もない装飾芸術博物館（現在のマルティン・グロピウス・バウ）の2つの展示室を独占し、1882年2月に一般公開が始まった。同じ年にシュリーマンは新しい考古学的遺物のコレクションを増やした。最初はハンブルク民族学博物館に財宝を移して「先史時代」部門で展示することが計画されたが、1885年まで実現しなかった。その後の数年間、コレクションはいくつかの機会で充実さを増した。最初は密輸裁判後に寄託された遺物がトルコから償還され（1886年）、次に古代エジプト美術品が寄贈された（1887年）。1890年12月26日にシュリーマンが死去すると、彼の遺志により、未亡人のソフィアによってアテネの彼女の自宅に保管されていた最後の財宝が遺贈された。これらは1893年から1894年に帝国博物館の管理によってトルコからベルリンに発送され、シュリーマンのコレクションに最終的なコンテンツを提供した。1893年から94年にウィルヘルム・デルプフェルトの指揮で行われたヒッサリクの丘の最後の発掘調査に参加したヒューバート・シュミットは体系的なカタログを作成した。1939年に第二次世界大戦が勃発するまで、ベルリンのハンブルク民族学博物館の翼のシュリーマンルームで展示された。

### 第二次世界大戦
1939年に第二次世界大戦が近づくと、ハンブルク民族学博物館はコレクションを安全な場所に保管するよう助言を受けた。博物館のコレクションは地下に移され、プリアモスの財宝は他の貴重な所蔵品とともに、在庫リスト付きの木製ケースに保管された。1941年1月、空襲の増加に直面し、これらのケースはプロイセン州立銀行（Preußische Staatsbank）の地下に移動された。1941年の終わりに再び大ティーアガルテンの高射砲塔に移され、2つの部屋が博物館のコレクションに割り当てられた。財宝はベルリンが陥落するまでそこにとどまり続けたが、1945年3月の「総統命令」はソ連軍が財宝に接触するのを防ぐため、ベルリンの外に移すことを命じた。博物館の館長ウィルヘルム・ウンフェアツァークト博士はこの命令に部分的に反対し、3つの箱を引き止めた。博士はソ連軍がベルリンを占領し、軍司令官のニコライ・ベルザーリンがウンフェアツァークト博士と高射砲塔を検分した後に財宝が安全に運ばれることを保証するまで、財宝が収められたケースを守っていた。

### ソ連軍による略奪
ウンフェアツァークト博士は2人の同僚とともに高射砲塔のコレクションを飛行場に届けるために荷造りし、財宝は5月13日にトラックで運ばれて行った。博士はソ連の政府高官の立会いを要求することなく、「トロイアの黄金」は5月26日に占領当局に正式に引き渡された。この機会にベルリンに派遣された代表団には美術史家ヴィクトル・ラザレフと美術委員会の輸送局長アンドレイ・コンスタンティノフ（Andreï Konstantinov）が含まれていた。1945年6月30日、プリアモスの財宝は最初の戦争略奪品の1つとしてヴヌーコヴォ国際空港に到達し、7月10日にはプーシキン美術館のコレクションに加わった。しかし財宝が展示されることはなく、そのまま行方不明となり、一般的に失われたか破壊されたと考えられていた。同じようにソ連に略奪されて行方の分からなくなったものに、エーベルスヴァルデの財宝や、ゴータのルーカス・クラナッハの絵画などがある。

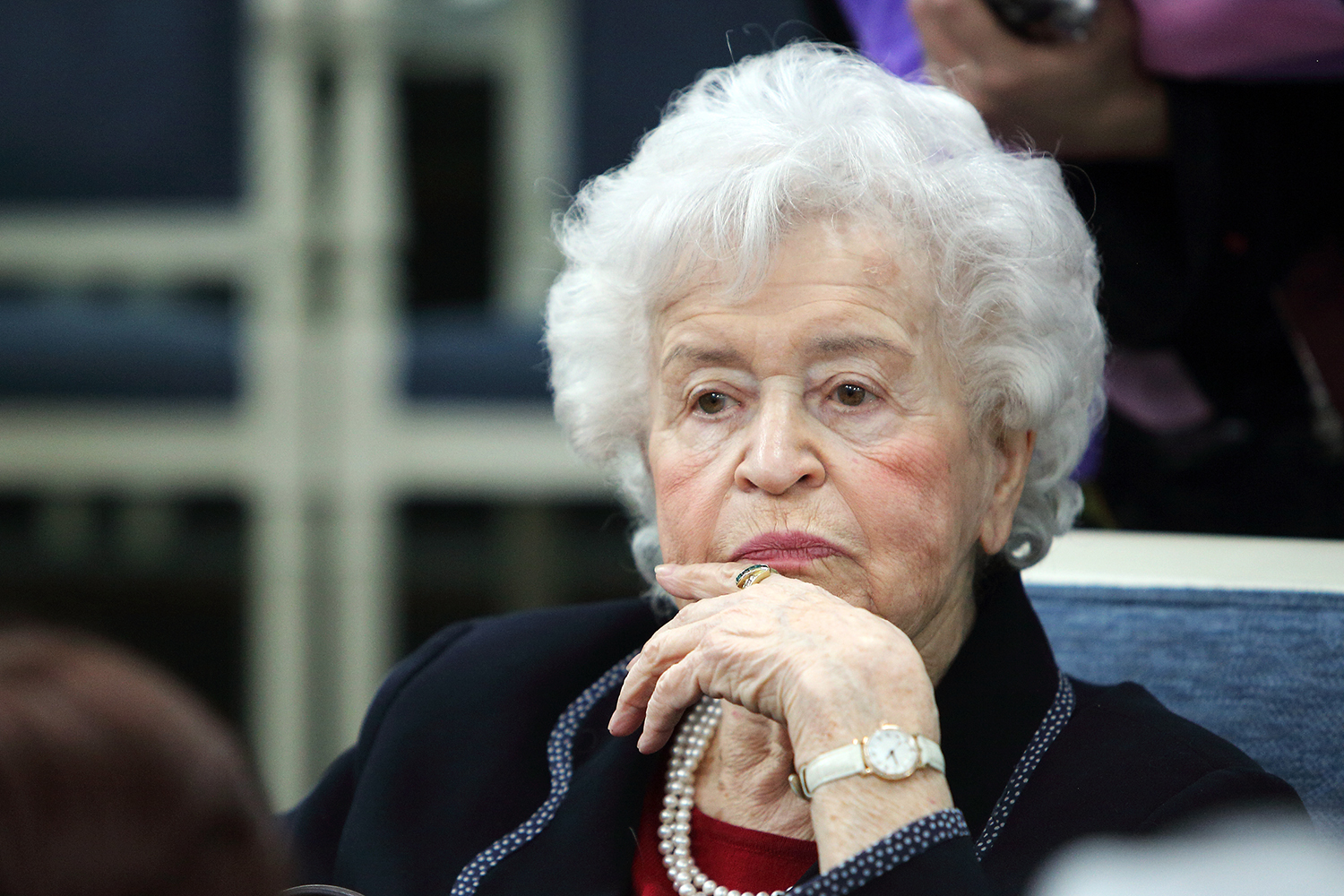
イリーナ・アントノワ。2014年撮影。

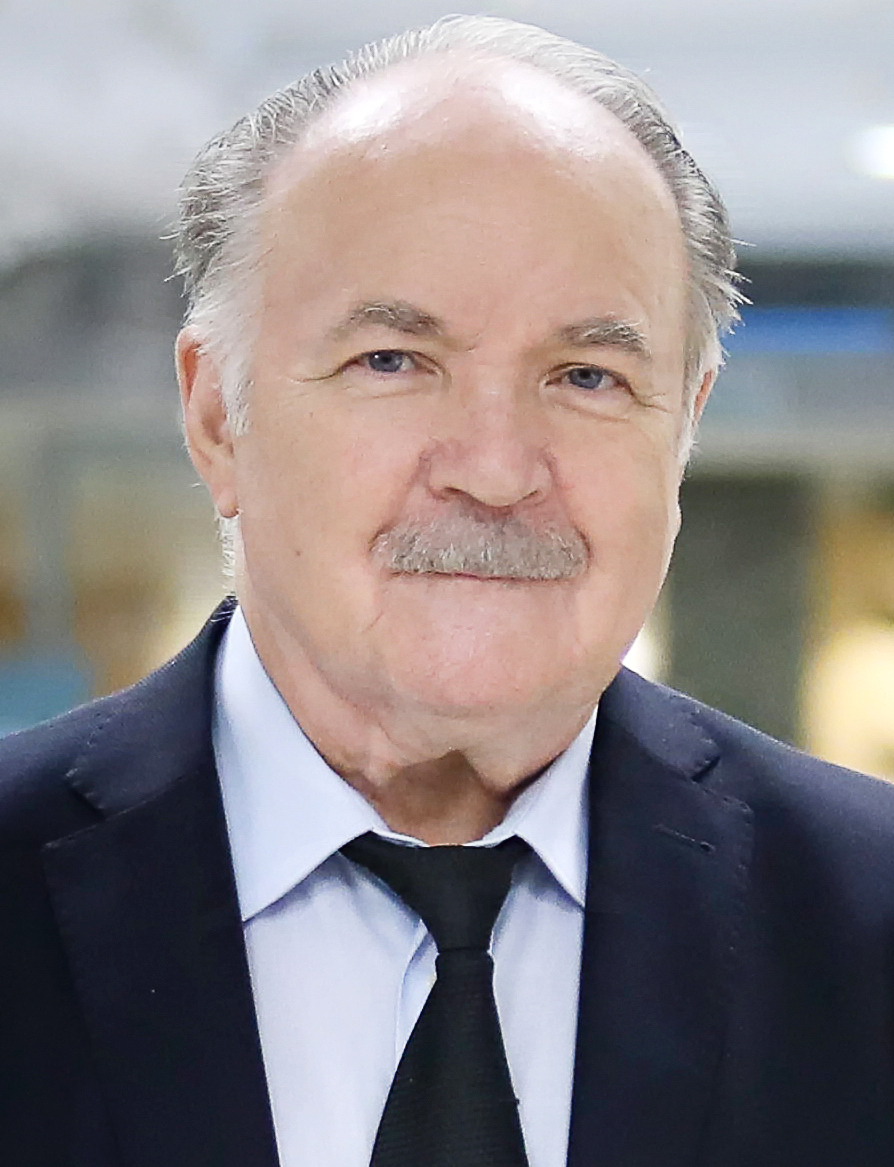
ニコライ・グベンコ。2018年撮影。

ソ連が財宝を隠匿していることが判明したのは、グレゴーリ・コズロフ（Gregori Koslov）が文化省のアーカイブを調べた1987年9月になってからである。とりわけ、コズロフはプーシキン美術館の元チーフキュレーターであるノラ・エリアスベルク（Nora Eliasberg）によって署名された「ベルリン、ハンブルク民族学博物館の、トロイアの偉大な財宝の注目すべきオブジェクト」と題された文書を発見した。これはプリアモスの財宝がプーシキン美術館に保管されていることを裏付けた。ソ連の戦時捕獲物の極秘の保管所の公表に強く反応した同美術館の館長イリーナ・アントノワは憤慨し、その秘密がそれまで保持されてきた事実を正当化した。1991年10月、文化大臣ニコライ・グベンコは記者会見で、シュリーマンの黄金がどこにあるのか知らないと主張し、その代わりに西側の同盟国が所有している可能性を示唆した。コズロフはアーキビストの友人たちに財宝に関する言及がないか、ソ連中央国家文学芸術資料館（Central Archives of Literature and Fine Arts）を調査するよう依頼した。その中の1人は結局すべての行政文書に出くわした。これらの文書のいくつかは雑誌アート・ニュースに掲載されたが、公的にはロシアでの所在について反論が続けられた。

### ロシア・ドイツ間の交渉
1994年10月26日、イリーナ・アントノワはプーシキン美術館の考古学部門の責任者ウラジミール・トルスティコフ（Vladimir Tolstikov）とともに、シュリーマン・コレクションの運命について25年間調査したクラウス・ゴールドマンを含む4人のベルリンのキュレーターの面前で、トロイアの財宝に由来するいくつかの出土品をソ連のテレビ局のカメラに提示した。それから4人のドイツ人はトルスティコフによって別の一室に案内され、彼らはその場所で金の財宝のすべてが入ったトレイを見せられた。
返還の問題は今日までロシア当局によって繰り返し拒否されてきた。1996年にモスクワで大規模なシュリーマン展が催され、トロイアの財宝が50年ぶりに公開され、カタログ・レゾネも出版された。現在、プリアモスの財宝はプーシキン美術館の常設展示の一部となっている。トルコは現在、財宝の返還を望んでいる。
ドイツでは2009年以降、シュリーマン・コレクションの大部分の複製が、新博物館の建物の中にあるベルリン先史博物館のシュリーマン・ホールで見ることができる。それらはソ連から東ドイツに、1992年にロシアからドイツに引き渡された少数のオリジナルの遺物とともに展示されている。

## ギャラリー

### プーシキン美術館

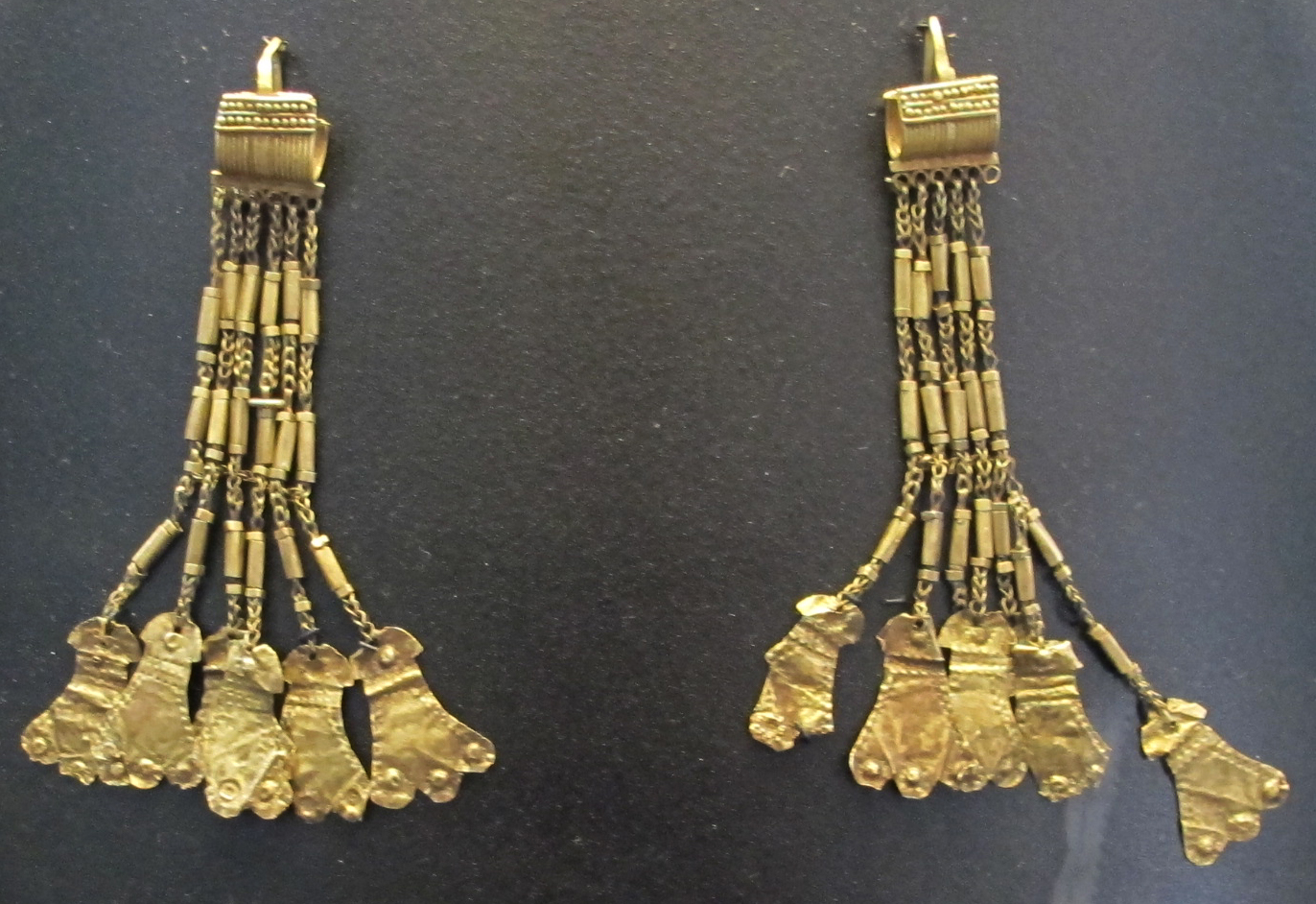
金のアクセサリー
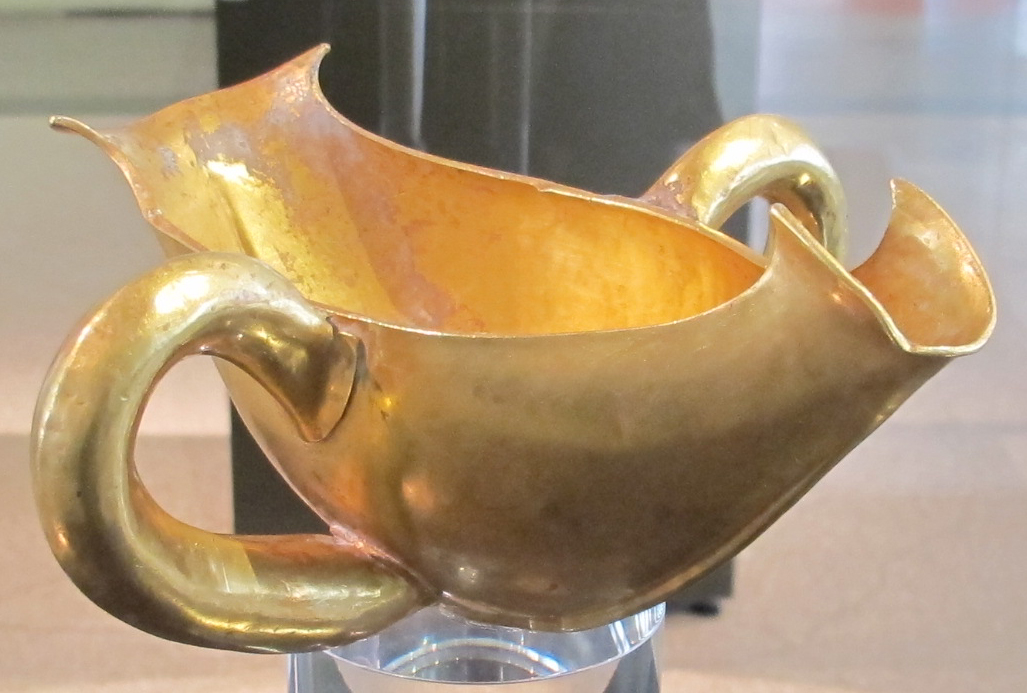
2つの取っ手があるプリアモスのソース・ボート
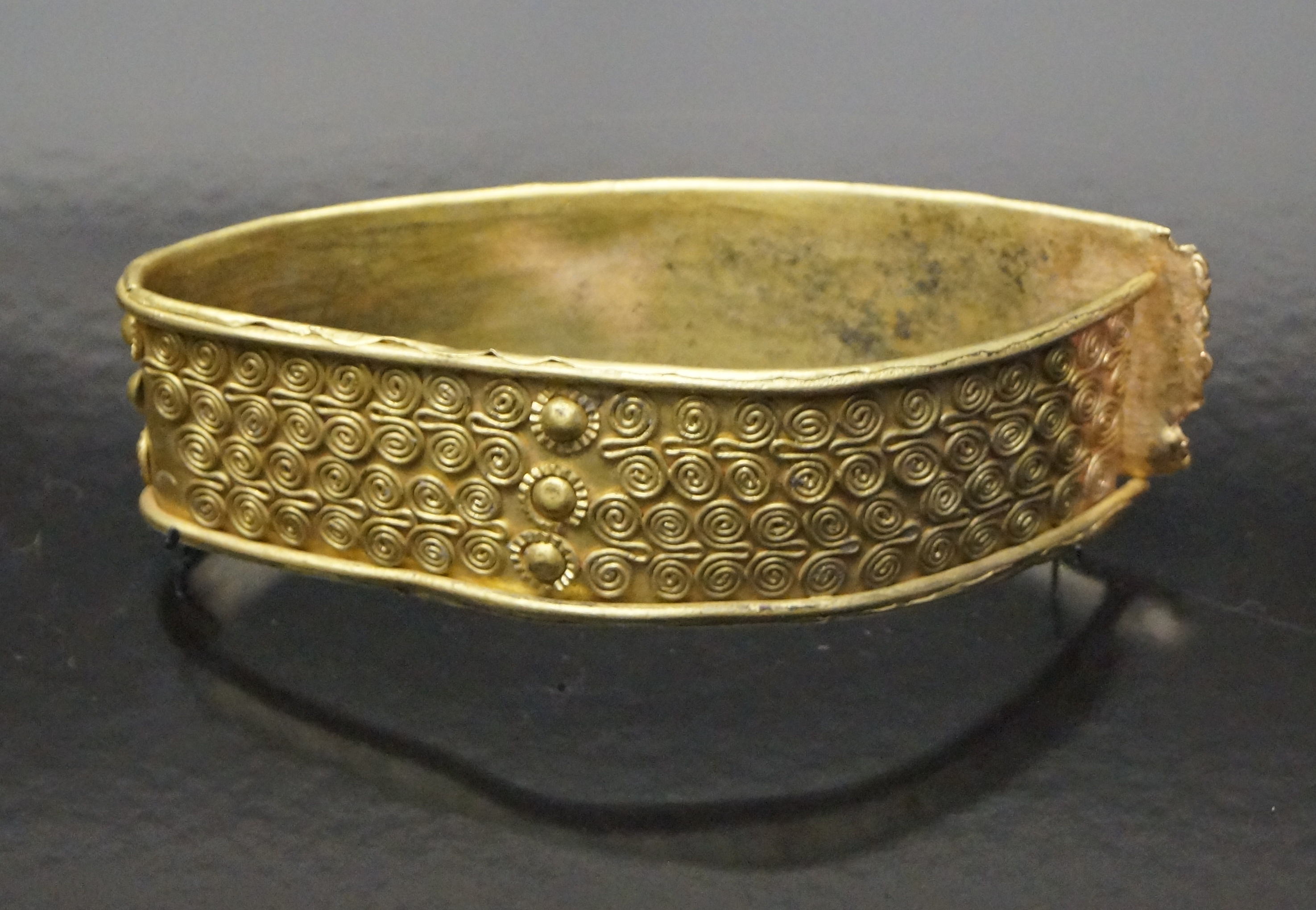
金のブレスレット
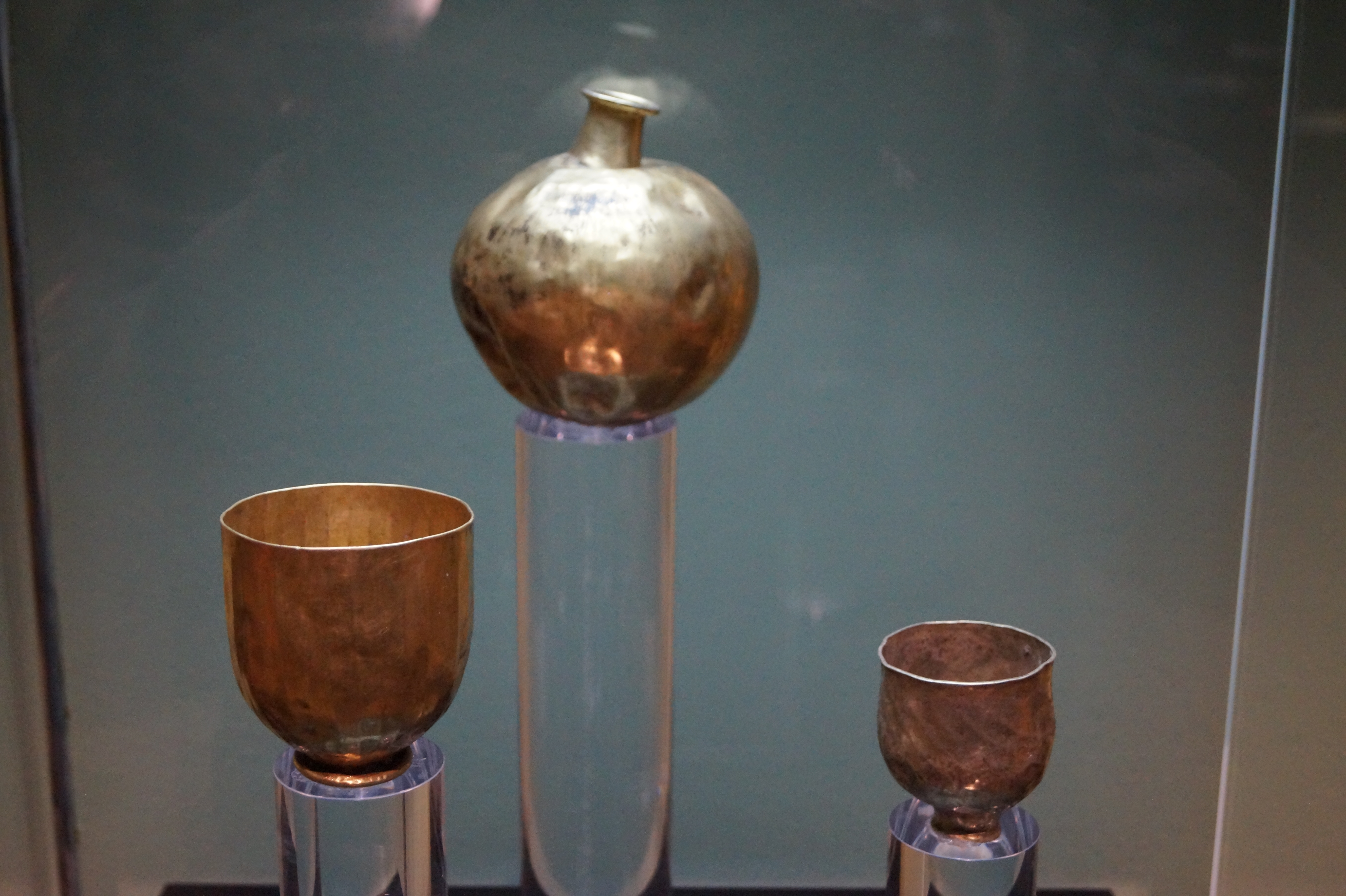
金のフラスコと2つの金のカップ
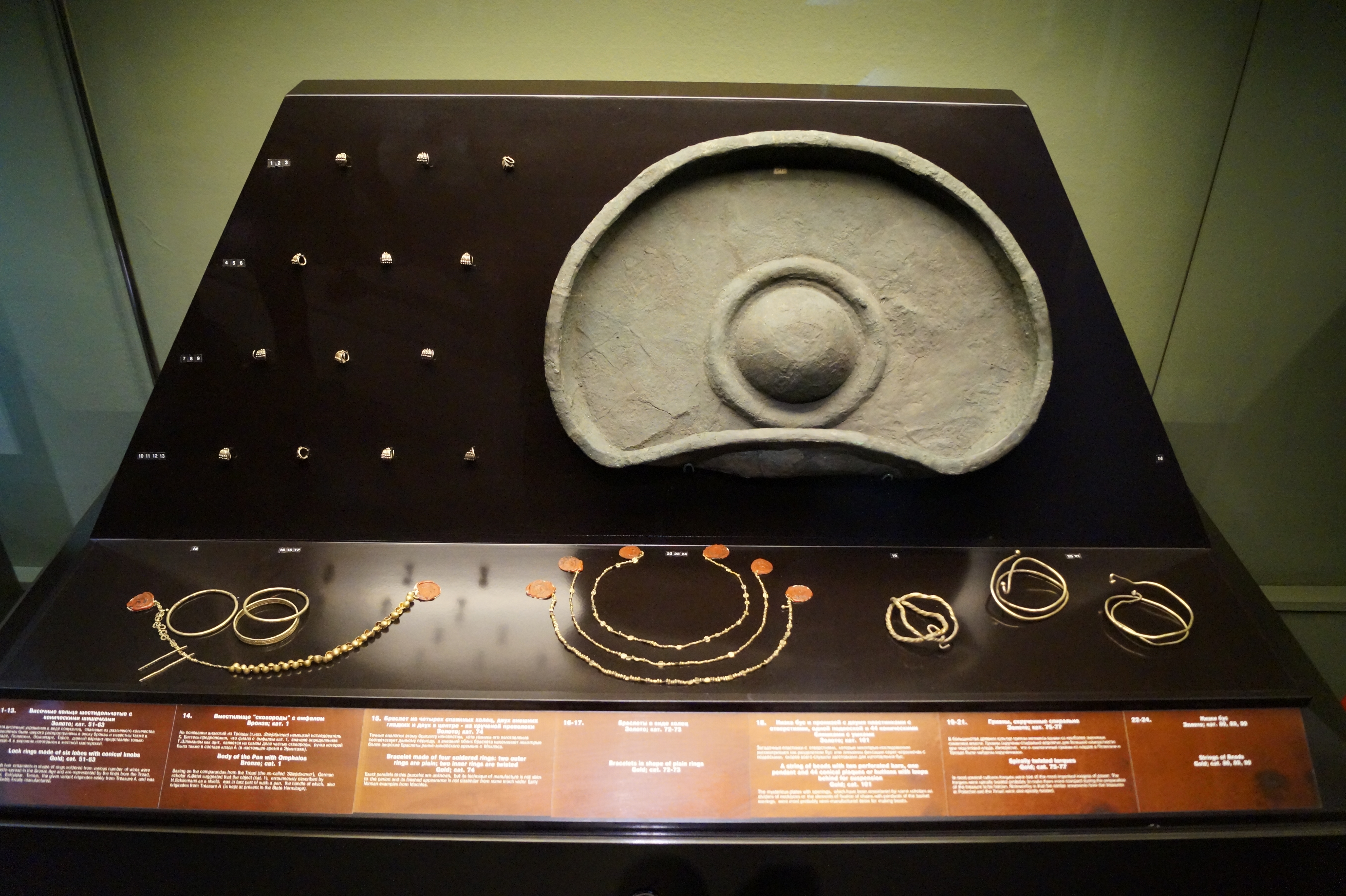
銅の盾と多くの装飾品
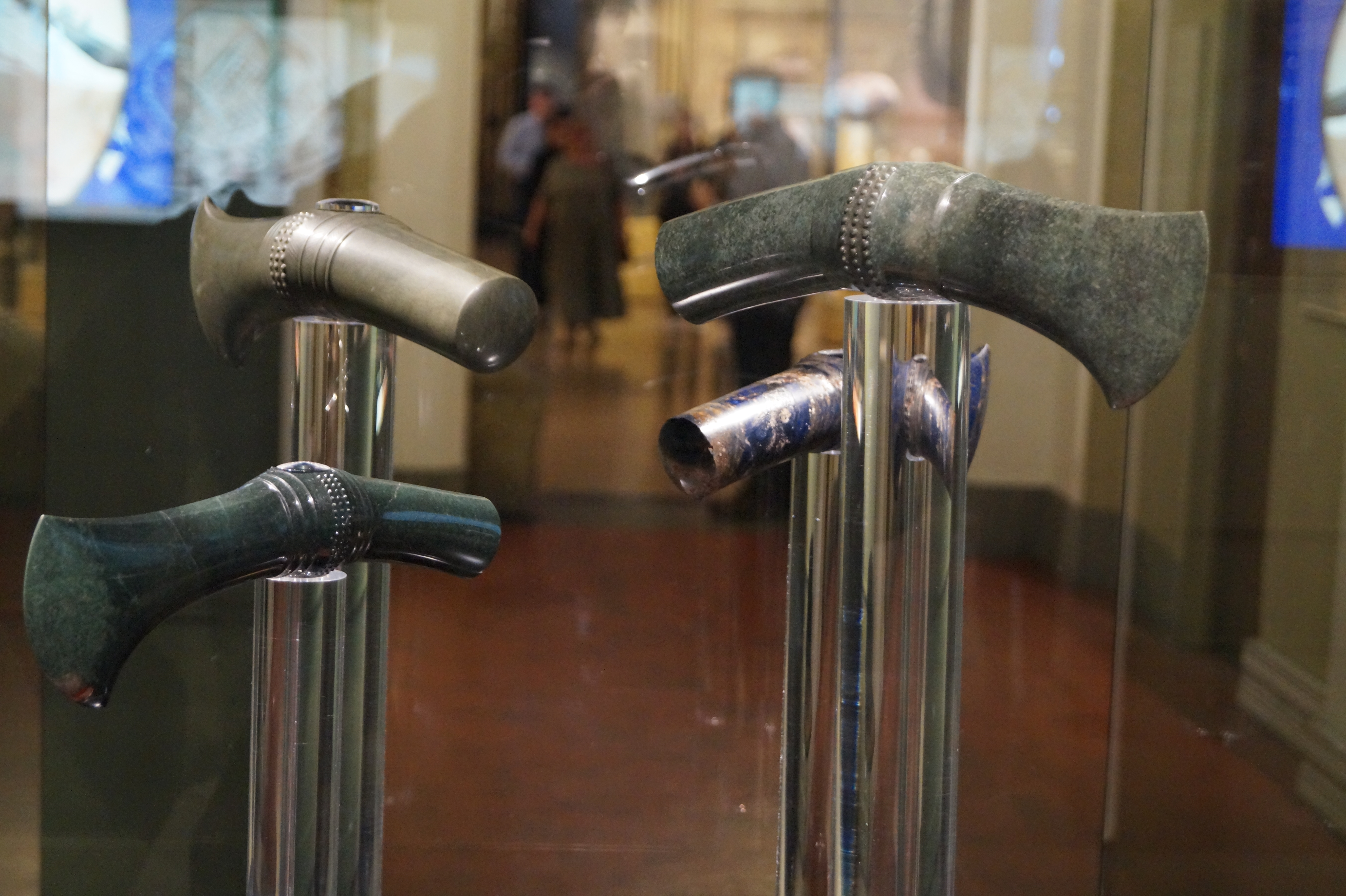
銅の斧
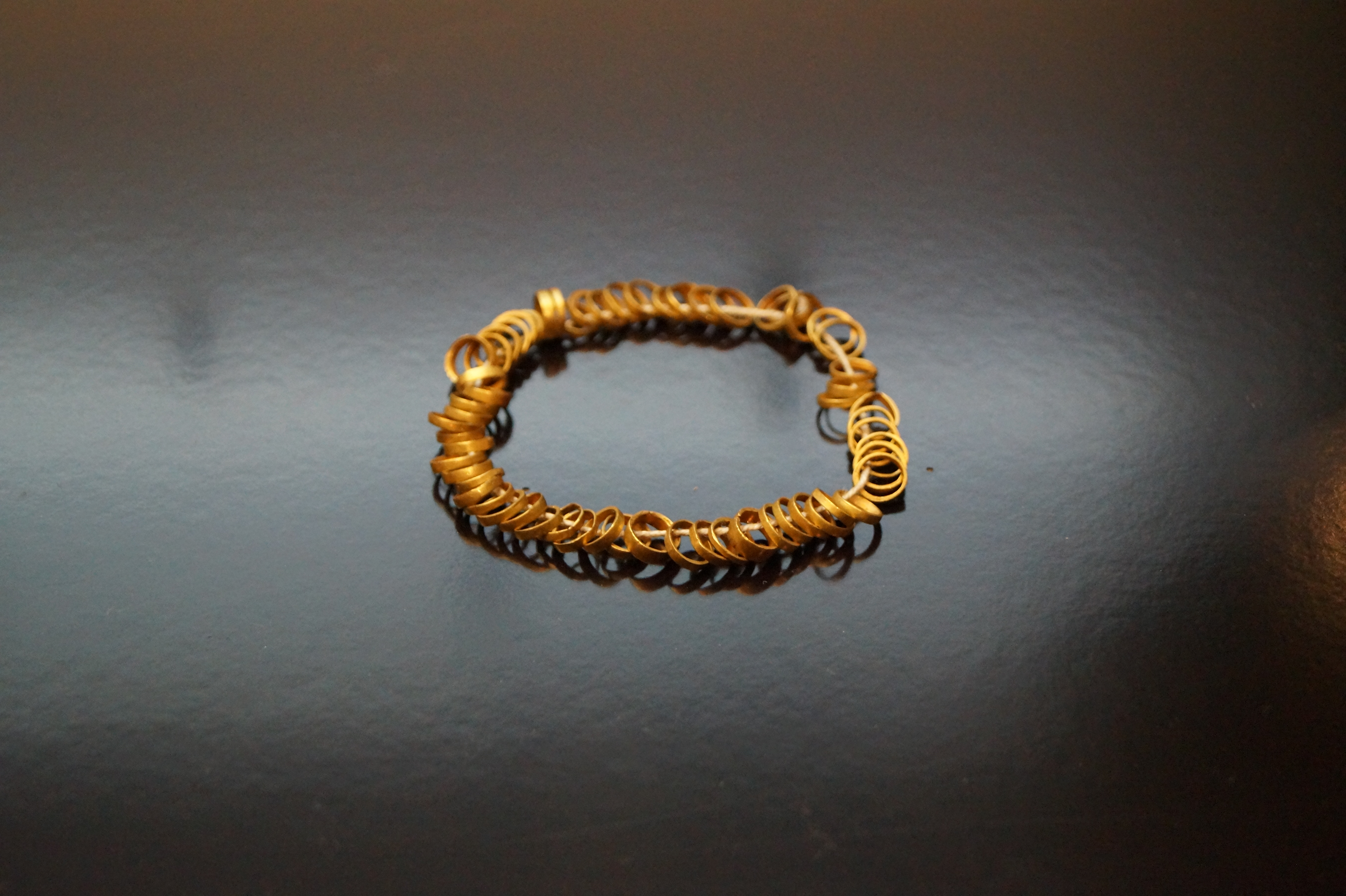
金のアクセサリー
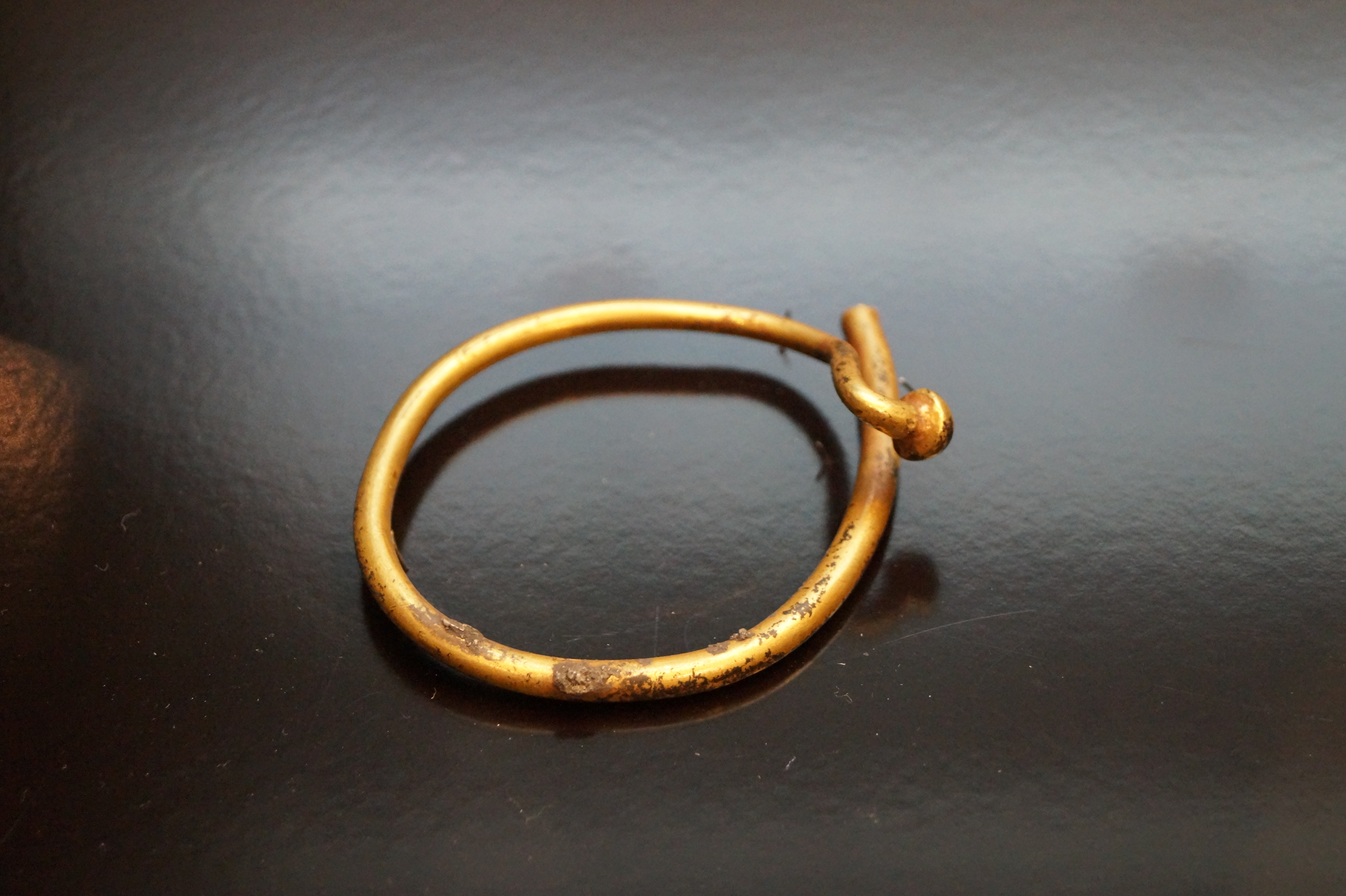
金のアクセサリー
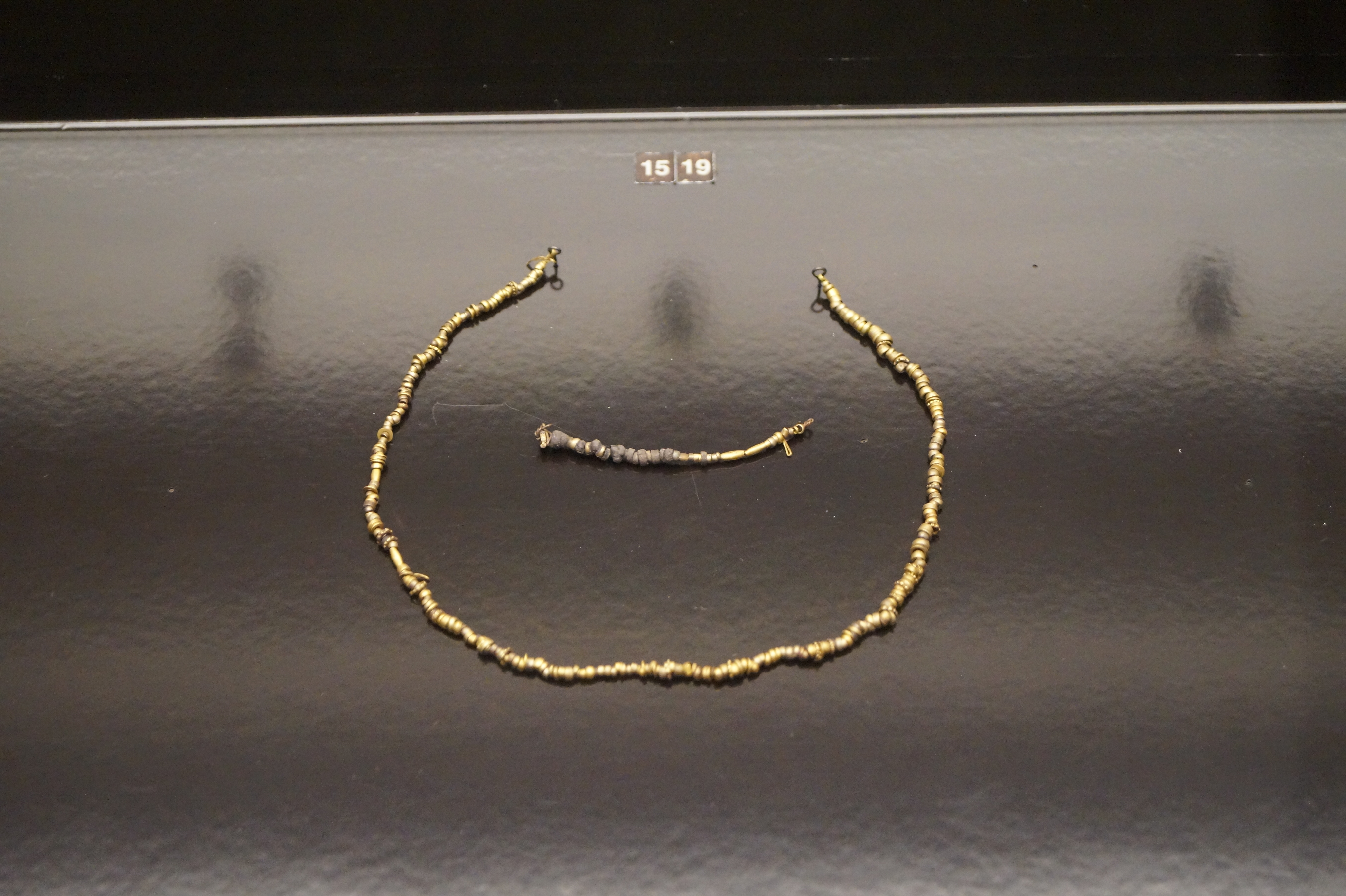
金のアクセサリー
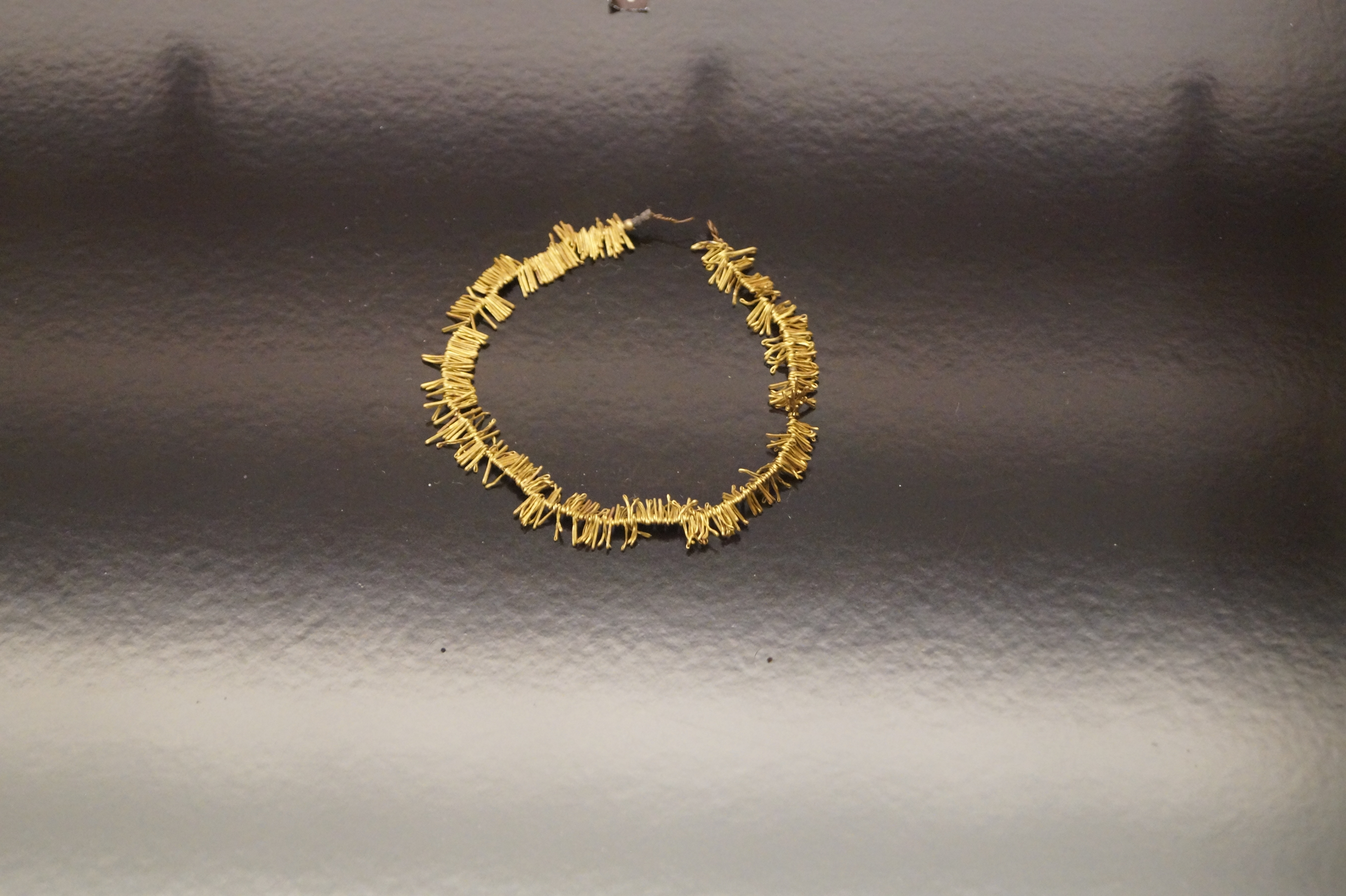
金のアクセサリー
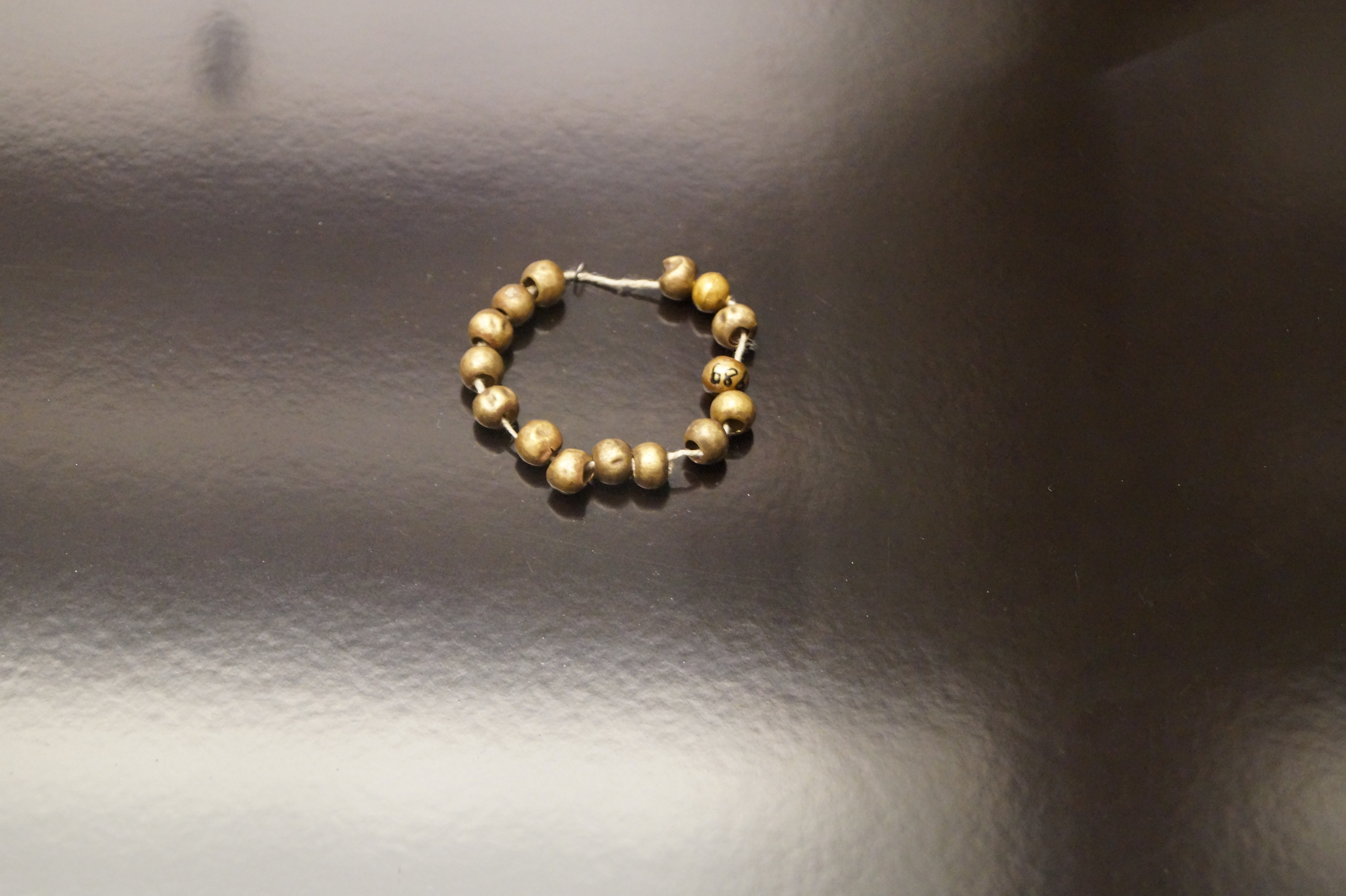
金のアクセサリー
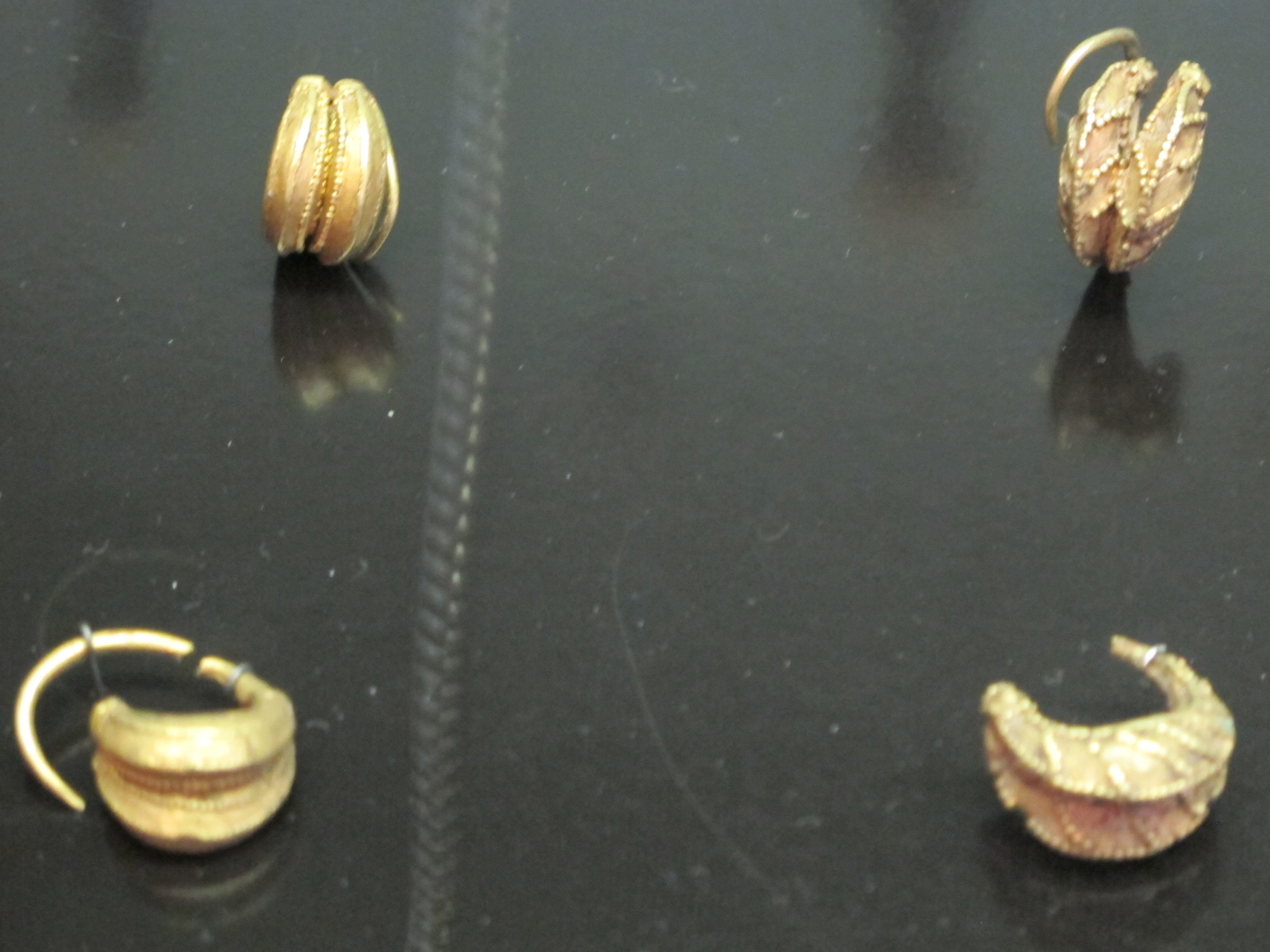
金のアクセサリー
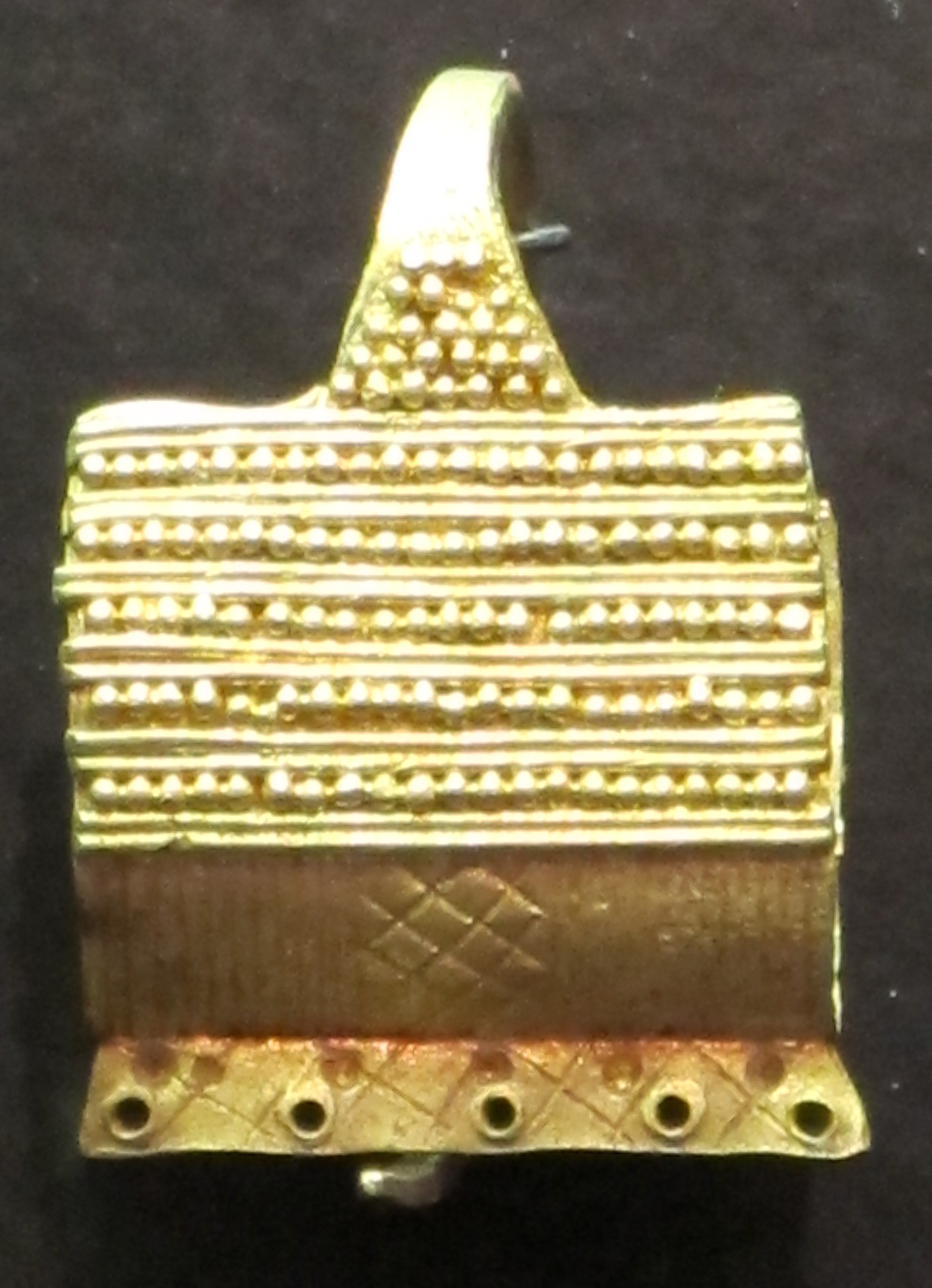
金のアクセサリー
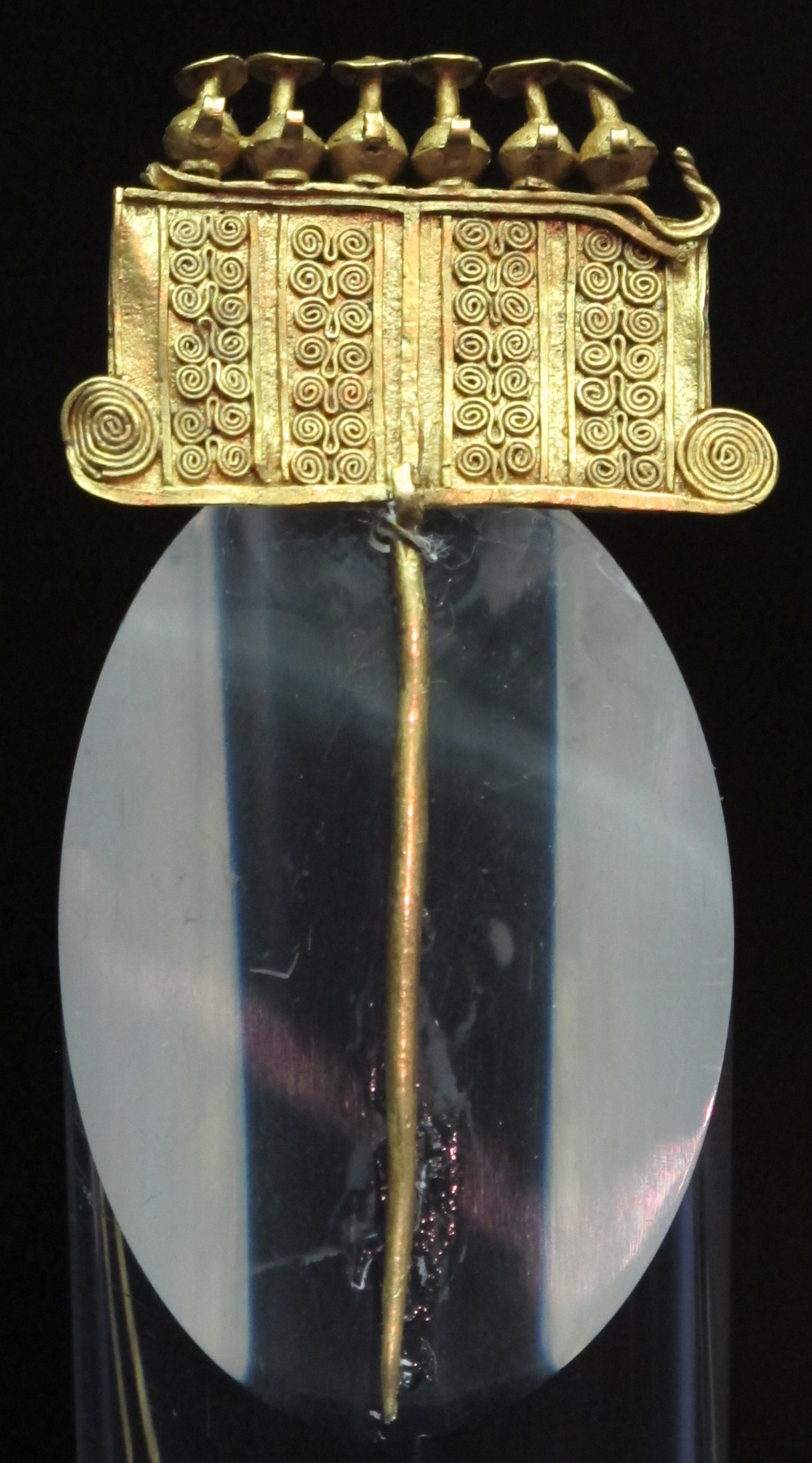
飾りピン
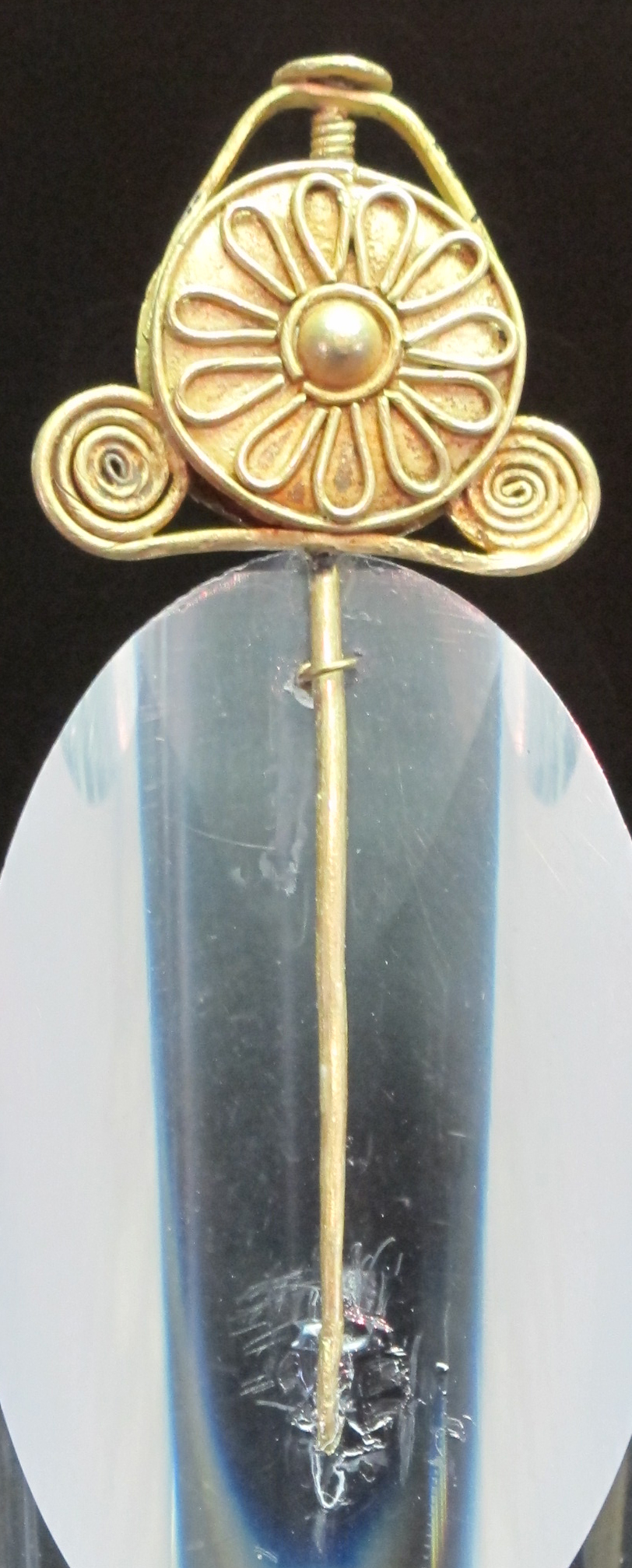
飾りピン
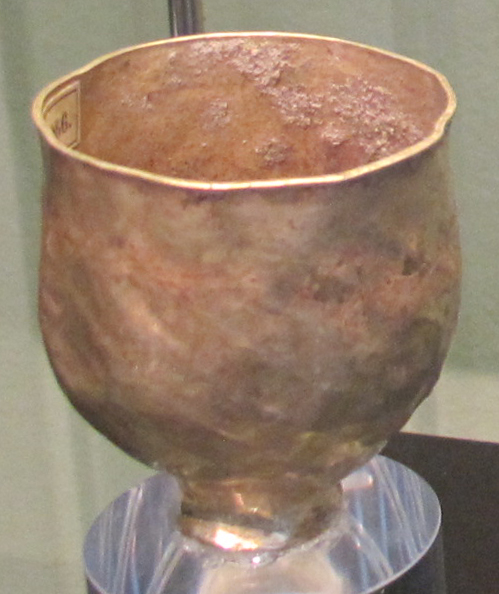
金のカップ

### ベルリン先史博物館

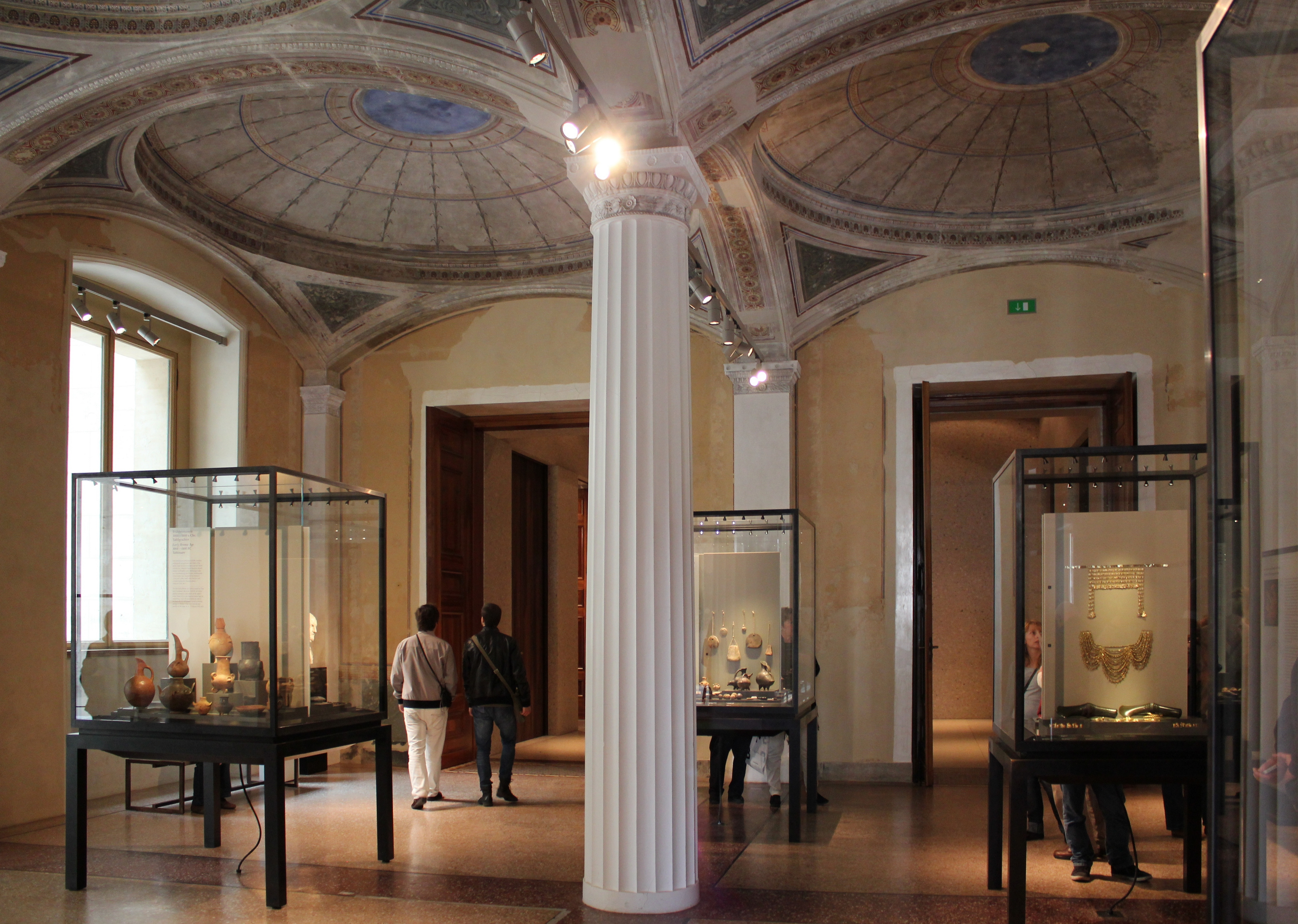
シュリーマン・ルーム
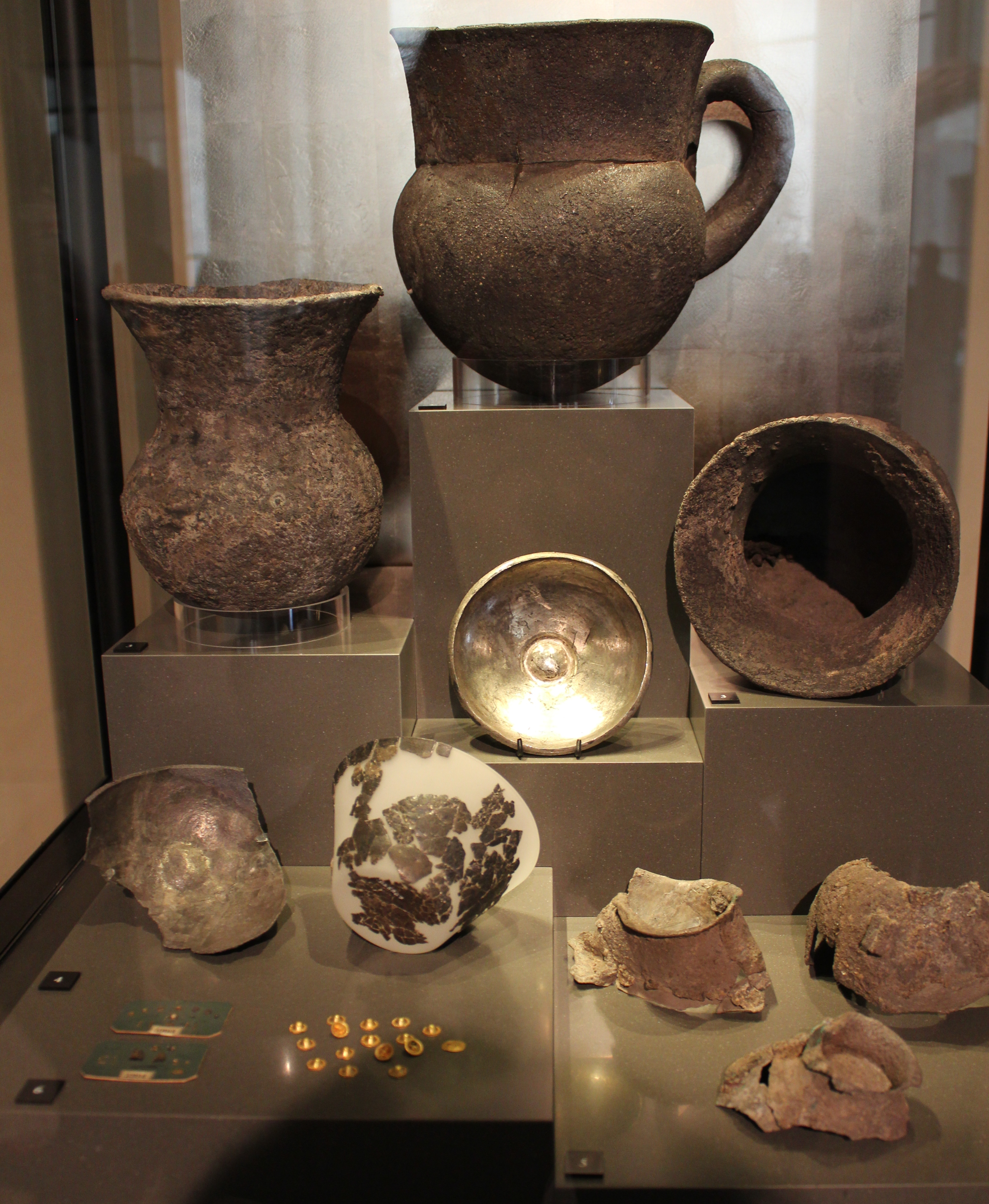
銀の花瓶のレプリカ。
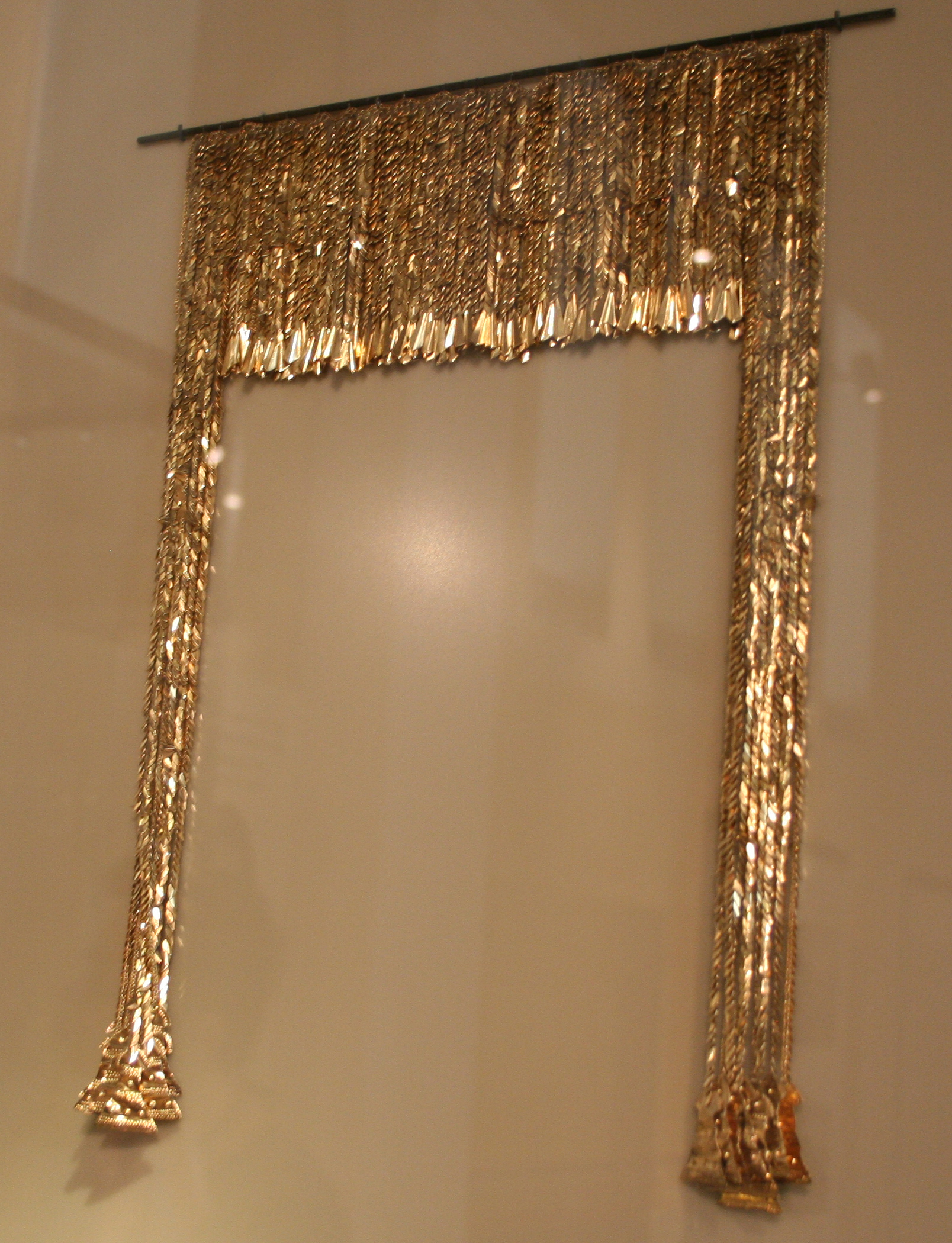
大きなダイアデムのレプリカ。
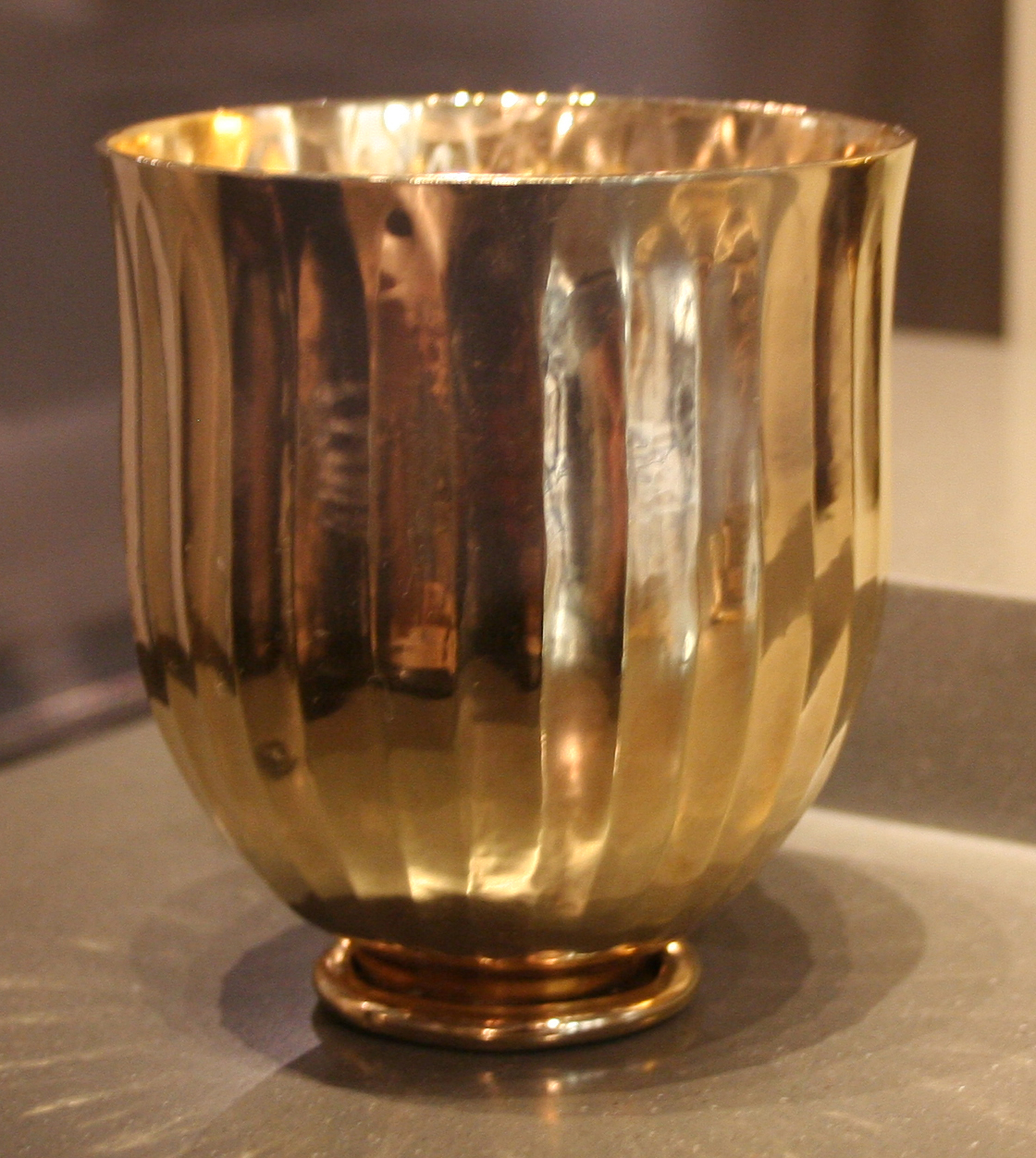
金のカップのレプリカ。
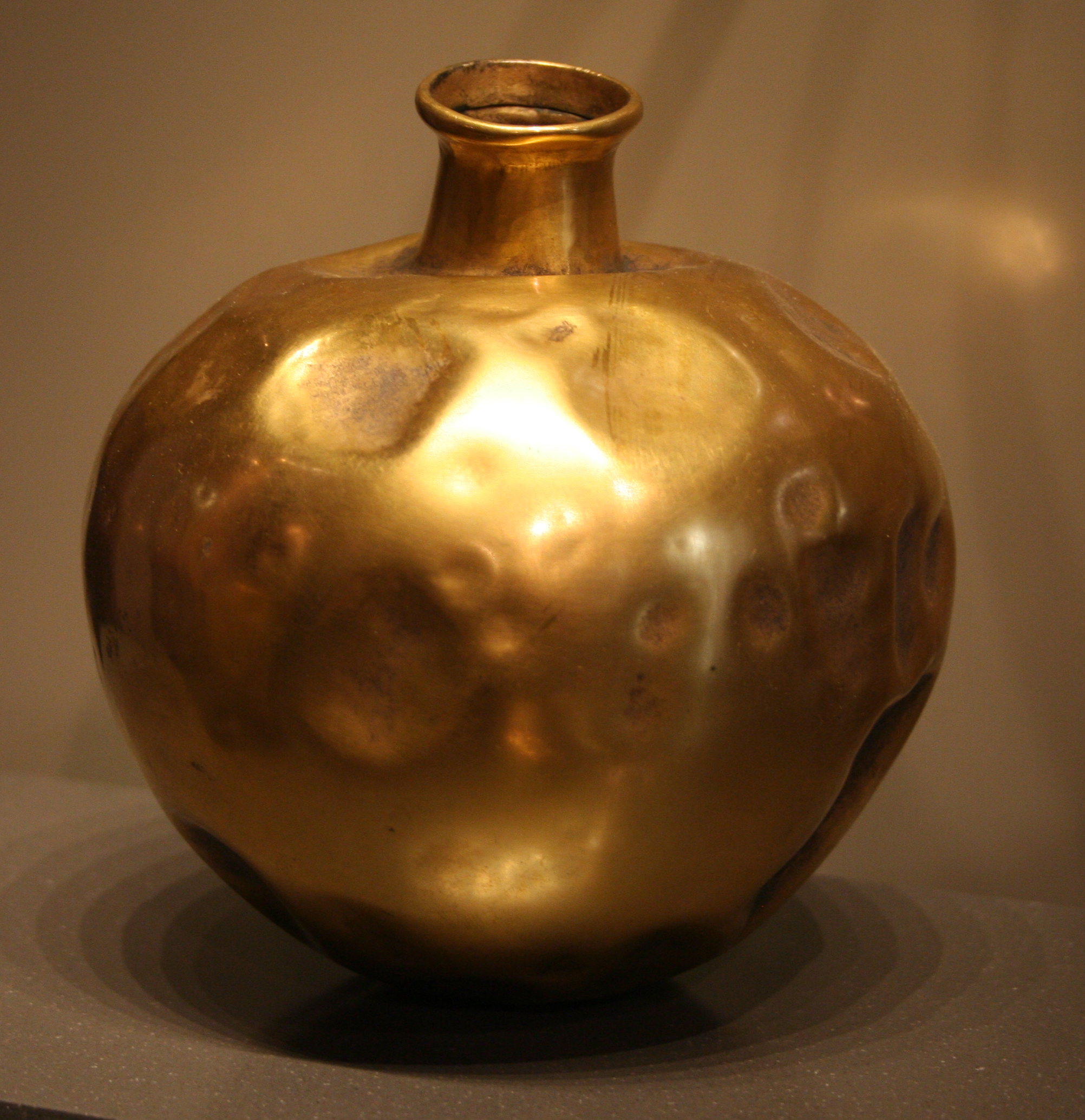
金のフラスコのレプリカ。
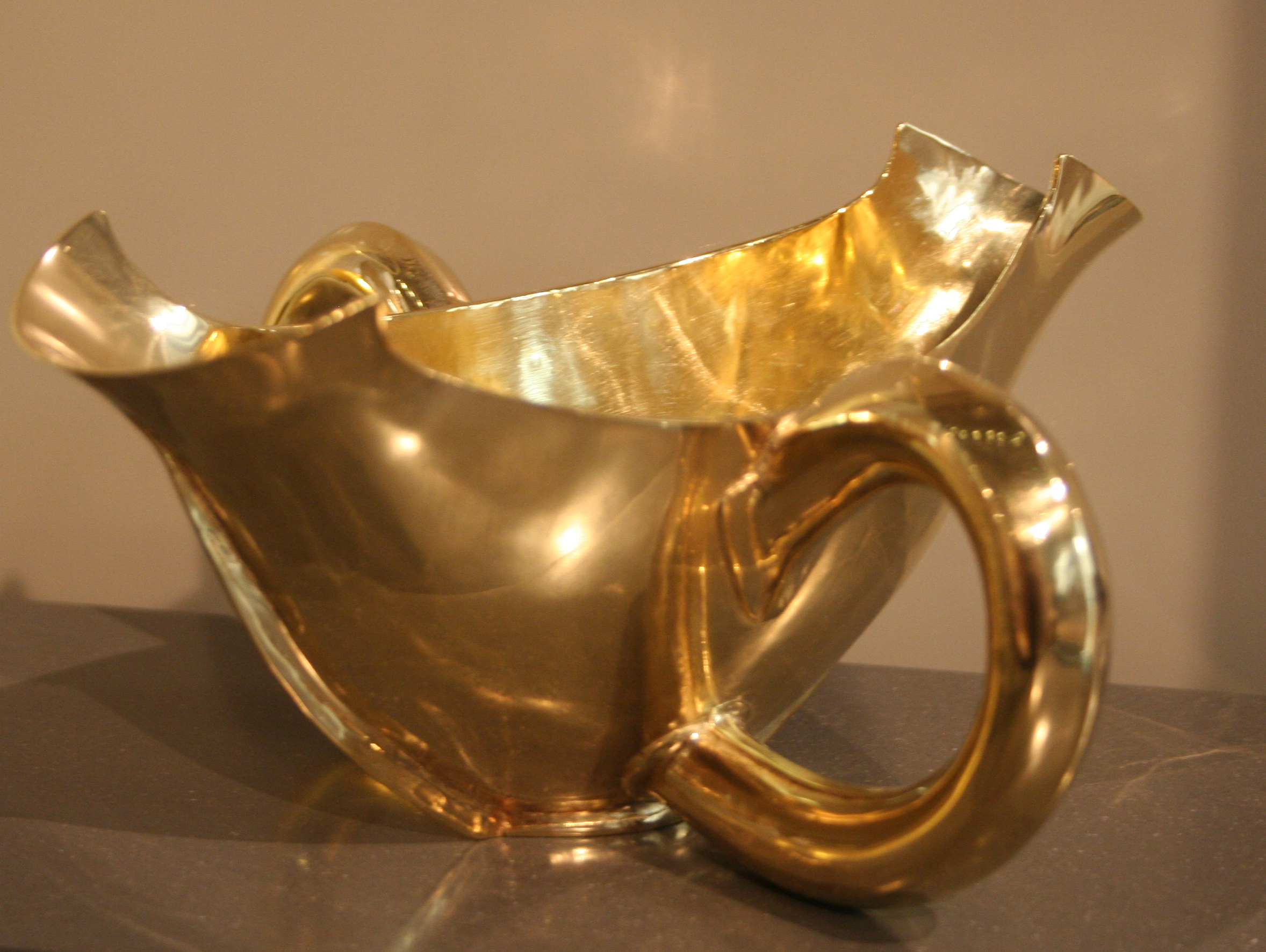
金のソースボートのレプリカ。
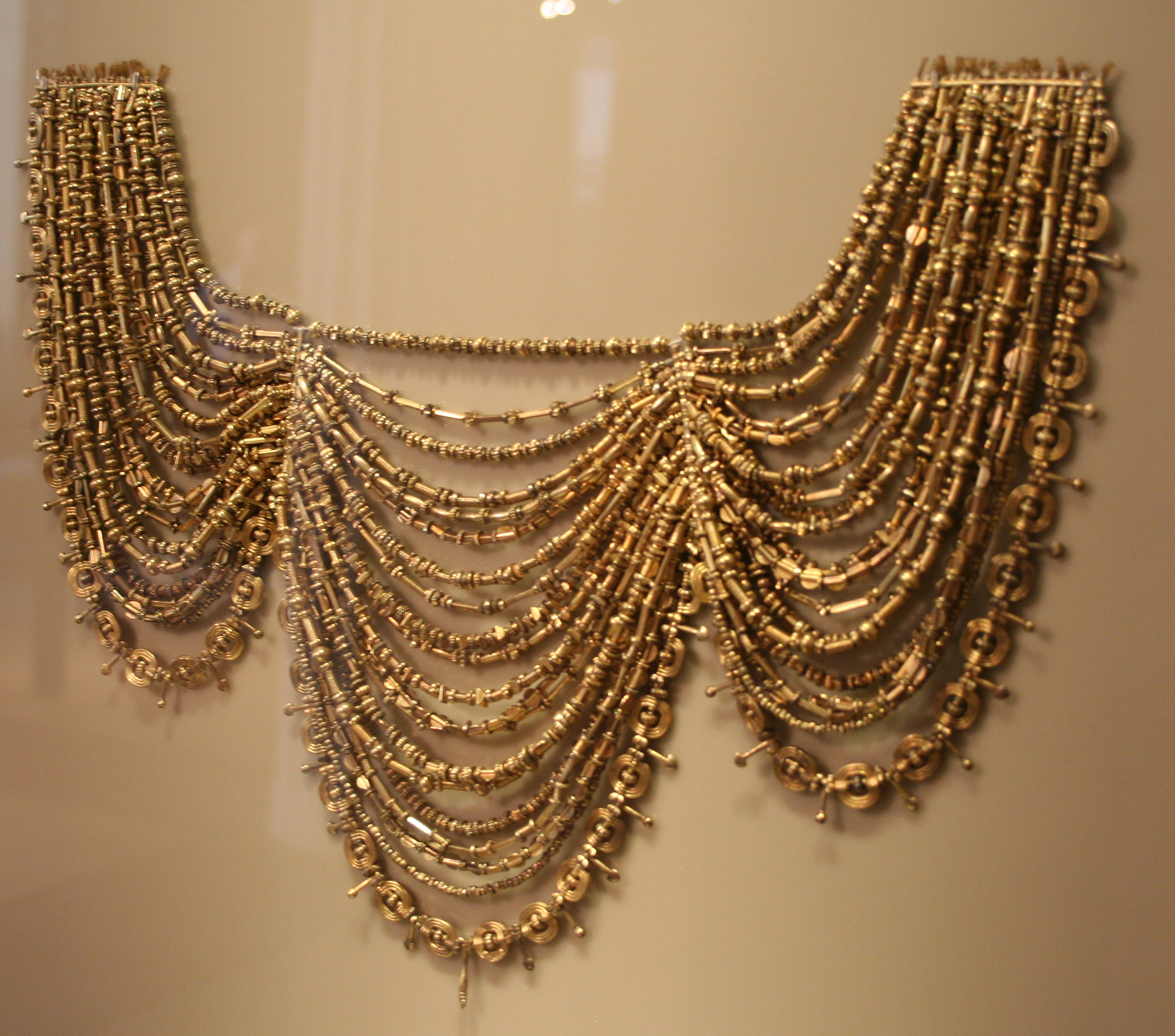
金のネックレスのレプリカ。
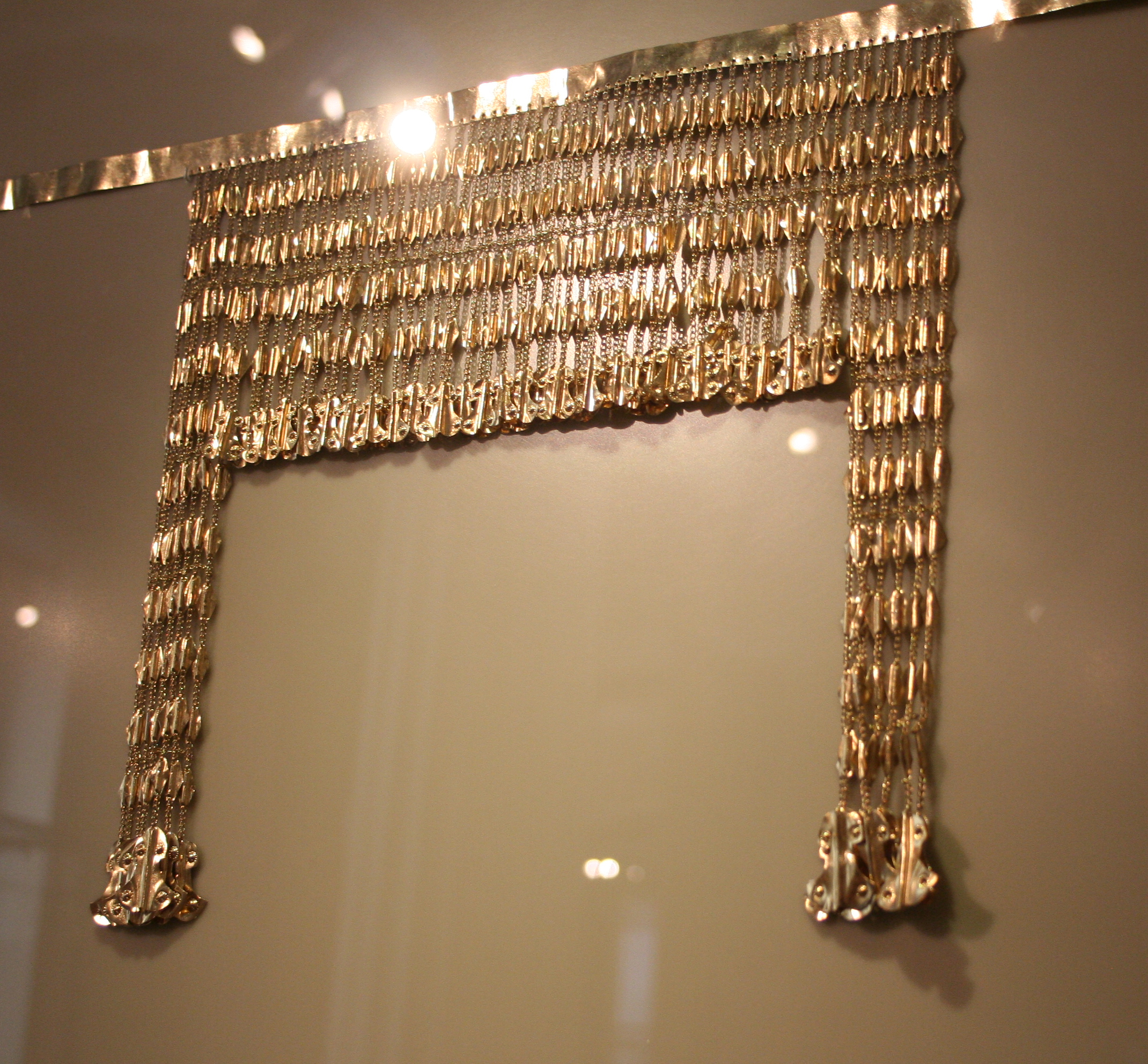
小さなダイアデムのレプリカ。

### イスタンブール考古学博物館

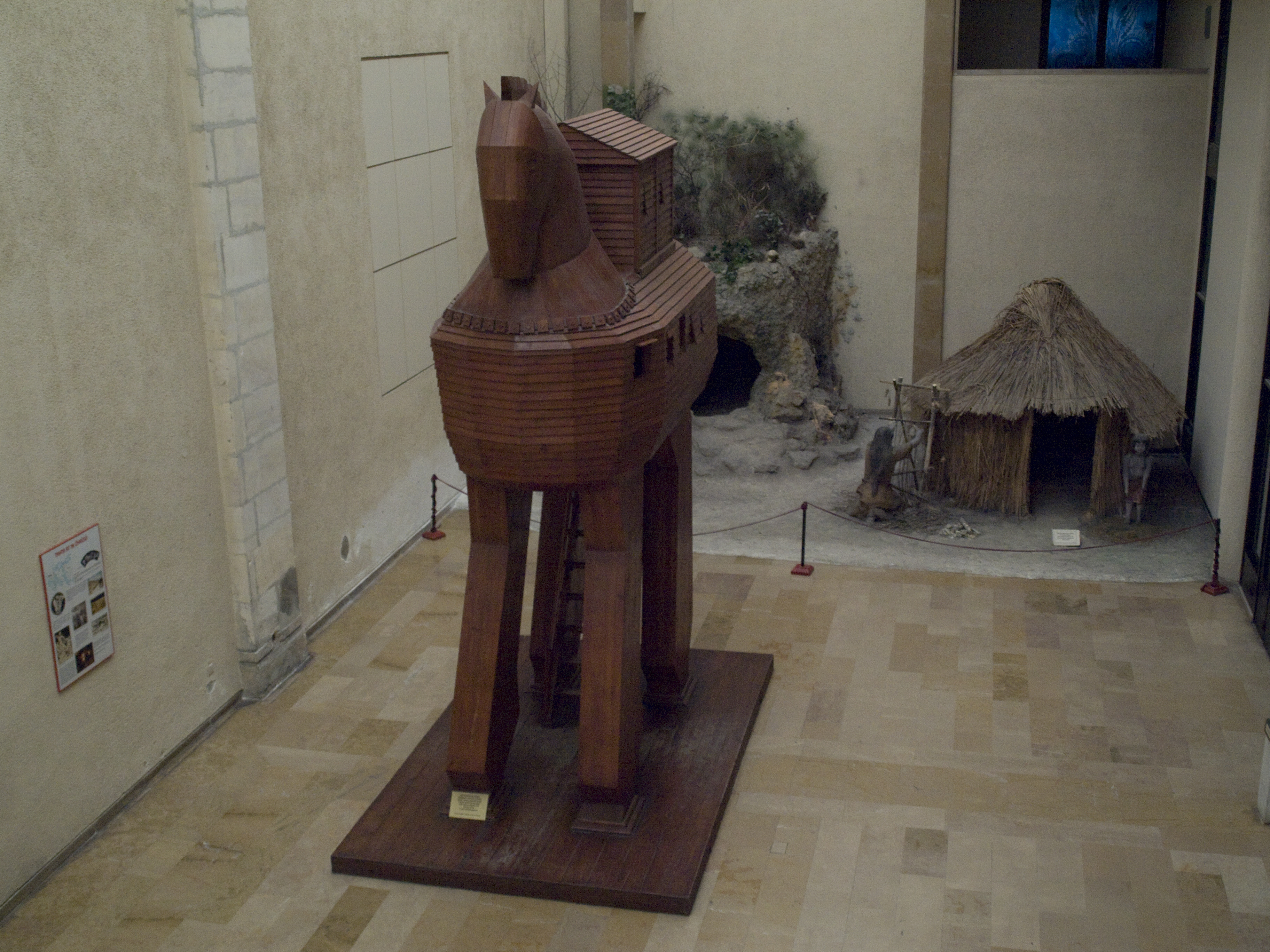
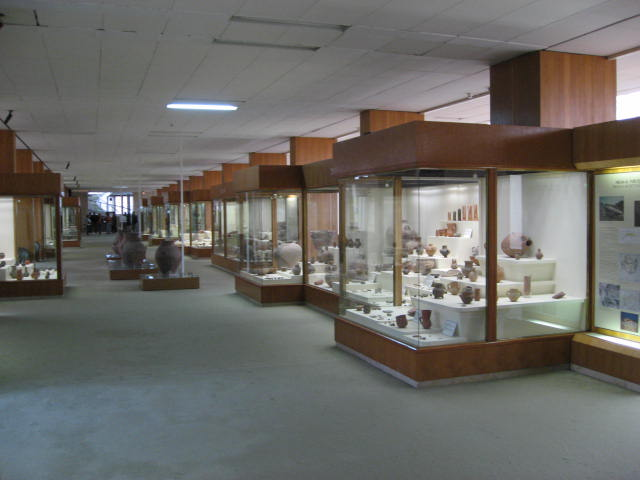
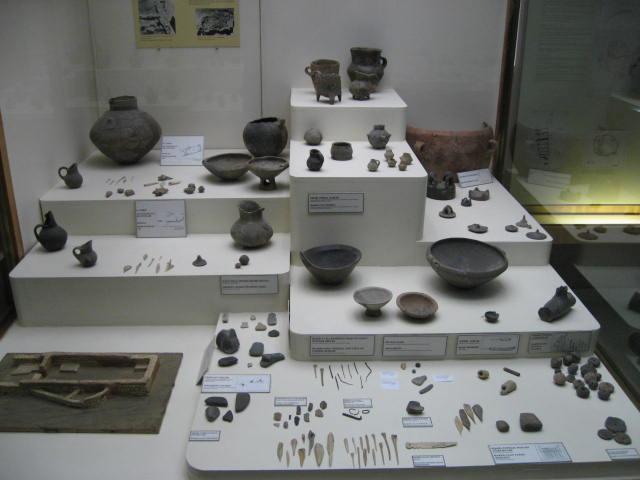